# Liste der Star-Trek-Romane
Dieser Artikel gibt einen Überblick über die Romane mit Geschichten, die vom fiktiven Star-Trek-Universum handeln. Sie erschienen auf Englisch in mindestens 700 Bänden. Ein Teil davon wurde auch auf Deutsch, auf Französisch und in anderen Sprachen veröffentlicht.
Ein großer Teil der Geschichten adaptiert Figuren, Schauplätze und andere Elemente der Handlung der Kinofilme und Fernsehserien. Ein Teil erzählt Star-Trek-Kinofilme beziehungsweise Fernsehserien-Episoden nach. Die Geschichten gehören nicht dem offiziellen Kanon der Fernsehserien und Kinofilme an.
Die Liste berücksichtigt Romane und Anthologien unabhängig von ihrer Herstellungsart und beinhaltet deshalb auch Bände, die nicht gedruckt, sondern nur als E-Books veröffentlicht wurden. Die Liste konzentriert sich auf die Erstveröffentlichungen durch Buchverlage in englischer und deutscher Sprache und lässt Sammelbände bereits erschienener Bücher unberücksichtigt. Nachdrucke und Neuveröffentlichungen sind nur in den Fällen berücksichtigt, in denen sie unter anderem Titel, unter anderem Reihentitel oder in geänderter Übersetzung erschienen.
Die Romane und Kurzgeschichten stellen im Rahmen des Merchandisings einen bedeutenden Teil der Star-Trek-Belletristik dar. Etliche Romane waren in der Bestseller-Liste der New York Times platziert. Die US-Zeitschrift Cinefantastique bezifferte 1994 die Anzahl der weltweit verkauften Exemplare an Star-Trek-Romanen auf mindestens 30 Millionen.

## Legende
- Anz.: nennt die Anzahl der Geschichten pro Buch.
- Veröff.: Monat/Jahr der Erstveröffentlichung
- V: Deutscher Verlag
  - CC: Cross Cult
  - H: Heyne Verlag
  - VGS: VGS Verlag
  - P: Pabel-Moewig Verlag
- Nr.: Nummer, die der angegebene Verlag bei der Erstveröffentlichung vergeben hat
- Jahr der Handlung nennt das Jahr, in dem die Haupthandlung des Romans spielt. Rückblenden, Visionen und ähnliche Ereignisse bleiben unberücksichtigt. (Siehe auch: Zeitleisten von Star Trek)
- Autor(en): Name(n) des Autors bzw. der Autoren
- Titel: Titel des Buchs
- Miniserie: Titel der Miniserie, zu der der Band gehört
- NiM: Nummer innerhalb der Miniserie
- Bemerkung: Sonstige Informationen zum Band, bei Anthologien ggf. mit Liste der enthaltenen Kurzgeschichten
- Abkürzungen für Hauptreihen
  - TOS: The Original Series (Geschichten, die auf Raumschiff Enterprise basieren)
  - TNG: The Next Generation (Geschichten, die auf Raumschiff Enterprise – Das nächste Jahrhundert basieren)
  - DS9: Deep Space 9 (Geschichten, die auf Star Trek: Deep Space Nine basieren)
  - VOY: Voyager (Geschichten, die auf Star Trek: Raumschiff Voyager basieren)
  - ENT: Enterprise (Geschichten, die auf Star Trek: Enterprise basieren)
  - NF: New Frontier (Geschichten, die auf Star Trek: New Frontier basieren)

## Überblick
Die Gruppierung der Romane zu Hauptreihen und Miniserien orientiert sich an der Strukturierung des Buchs von Jeff Ayers (2006), das einen Überblick über die bis dahin erschienenen Romane gibt.

### Hauptreihen
Die meisten Bände erschienen auf Englisch bei Pocket Books, einem Imprint von Simon & Schuster. Etwa seit 2009 erscheinen ausgewählte Bände als Hardcover- und andere höher ausgestattete Ausgaben zuerst bei Gallery Books, einem anderen Imprint von Simon & Schuster, und später als Paperback-Ausgaben auch bei Pocket Books. Weitere Imprints von Simon & Schuster sind Simon & Schuster Audio, wo Hörbücher veröffentlicht werden, und Pocket Star Books, in dem E-Books erstmals erscheinen.
Die folgende Tabelle gibt einen Überblick über die Hauptreihen.
Die Farben in der Spalte Jh. symbolisieren das Jahrhundert, in dem die Handlung der Reihe hauptsächlich angesiedelt ist: 22. Jahrhundert, 23. Jahrhundert und 24. Jahrhundert.

#### Klassische und Zeichentrick-Serie
| Hauptreihe; wesentlicher englischer Hauptreihentitel | US-Verlag                                                        | Englisch ab | Deutscher Reihentitel                                  | Deutscher Verlag | Deutsch ab | Jh. | Erklärung |
| Star Trek, Star Trek: The Original Series            | Bantam Books                                                     | 1967        | Enterprise – Der preisgekrönte Welterfolg im Fernsehen | Williams         | 1972       | 23. | Die Geschichten in diesen Bänden basieren primär auf der Realfilm-Fernsehserie Raumschiff Enterprise und den auf ihr basierenden Kinofilmen 1 bis 6. |
| Star Trek, Star Trek: The Original Series            | Bantam Books                                                     | 1967        | Terra Astra Science Fiction Romane                     | Pabel-Moewig     | 1976       | 23. | Die Geschichten in diesen Bänden basieren primär auf der Realfilm-Fernsehserie Raumschiff Enterprise und den auf ihr basierenden Kinofilmen 1 bis 6. |
| Star Trek, Star Trek: The Original Series            | Bantam Books                                                     | 1967        | Terra Science Fiction Roman                            | Pabel-Moewig     | 1978       | 23. | Die Geschichten in diesen Bänden basieren primär auf der Realfilm-Fernsehserie Raumschiff Enterprise und den auf ihr basierenden Kinofilmen 1 bis 6. |
| Star Trek, Star Trek: The Original Series            | Bantam Books                                                     | 1967        | Die Original-Abenteuer von Raumschiff Enterprise       | Goldmann         | 1989       | 23. | Die Geschichten in diesen Bänden basieren primär auf der Realfilm-Fernsehserie Raumschiff Enterprise und den auf ihr basierenden Kinofilmen 1 bis 6. |
| Star Trek, Star Trek: The Original Series            | Whitman Publishing                                               | 1968        | Star Trek                                              | Franz Schneider  | 1970       | 23. | Die Geschichten in diesen Bänden basieren primär auf der Realfilm-Fernsehserie Raumschiff Enterprise und den auf ihr basierenden Kinofilmen 1 bis 6. |
| Star Trek, Star Trek: The Original Series            | Pocket Books, Gallery Books, Simon & Schuster Audio, Pocket Star | 1979        | Playboy SF                                             | Pabel-Moewig     | 1980       | 23. | Die Geschichten in diesen Bänden basieren primär auf der Realfilm-Fernsehserie Raumschiff Enterprise und den auf ihr basierenden Kinofilmen 1 bis 6. |
| Star Trek, Star Trek: The Original Series            | Pocket Books, Gallery Books, Simon & Schuster Audio, Pocket Star | 1979        | Star Trek, Star Trek Classic                           | Heyne            | 1982       | 23. | Die Geschichten in diesen Bänden basieren primär auf der Realfilm-Fernsehserie Raumschiff Enterprise und den auf ihr basierenden Kinofilmen 1 bis 6. |
| Star Trek, Star Trek: The Original Series            | Pocket Books, Gallery Books, Simon & Schuster Audio, Pocket Star | 1979        | Star Trek: Die Anfänge                                 | Heyne            | 1989       | 23. | Die Geschichten in diesen Bänden basieren primär auf der Realfilm-Fernsehserie Raumschiff Enterprise und den auf ihr basierenden Kinofilmen 1 bis 6. |
| Star Trek, Star Trek: The Original Series            | Pocket Books, Gallery Books, Simon & Schuster Audio, Pocket Star | 1979        | Star Trek: Starfleet Kadetten, Starfleet Academy       | Heyne            | 1996       | 23. | Die Geschichten in diesen Bänden basieren primär auf der Realfilm-Fernsehserie Raumschiff Enterprise und den auf ihr basierenden Kinofilmen 1 bis 6. |
| Star Trek, Star Trek: The Original Series            | Pocket Books, Gallery Books, Simon & Schuster Audio, Pocket Star | 1979        | Star Trek Classic                                      | VGS              | 1996       | 23. | Die Geschichten in diesen Bänden basieren primär auf der Realfilm-Fernsehserie Raumschiff Enterprise und den auf ihr basierenden Kinofilmen 1 bis 6. |
| Star Trek, Star Trek: The Original Series            | Pocket Books, Gallery Books, Simon & Schuster Audio, Pocket Star | 1979        | Star Trek, Starfleet Academy                           | Cross Cult       | 2009       | 23. | Die Geschichten in diesen Bänden basieren primär auf der Realfilm-Fernsehserie Raumschiff Enterprise und den auf ihr basierenden Kinofilmen 1 bis 6. |
| Star Trek, Star Trek: The Original Series            | Wanderer Books                                                   | 1982        |                                                        |                  |            | 23. | Die Geschichten in diesen Bänden basieren primär auf der Realfilm-Fernsehserie Raumschiff Enterprise und den auf ihr basierenden Kinofilmen 1 bis 6. |
| Star Trek (Zeichentrickserie)                        | Ballantine Books                                                 | 1974        | Raumschiff Enterprise: Die neuen Abenteuer             | Goldmann         | 1993       | 23. | Diese Bände basieren auf der Zeichentrick-Fernsehserie Die Enterprise.                                                                               |
| Star Trek (Zeichentrickserie)                        | Ballantine Books                                                 | 1974        | Raumschiff Enterprise: Die neuen Abenteuer             | Loewe            | 1994       | 23. | Diese Bände basieren auf der Zeichentrick-Fernsehserie Die Enterprise.                                                                               |
| Star Trek (Handlung im Kelvin-Zeitstrahl)            | Pocket Books                                                     | 2009        | Star Trek                                              | Cross Cult       | 2009       | 23. | Diese Bände basieren auf den Kinofilmen, die im Kelvin-Zeitstrahl handeln, der im Film Star Trek eingeführt wurde.                                   |

#### Andere Serien von US-Verlagen
Diese Reihen erschienen auf Englisch ursprünglich bei den Simon-&-Schuster-Imprints Pocket Books, Gallery Books oder Simon & Schuster Audio.
| Hauptreihe; wesentlicher englischer Hauptreihentitel   | Englisch ab | Deutscher Reihentitel                                                                  | Deutscher Verlag | Deutsch ab | Jh. | Erklärung |
| Star Trek: The Next Generation                         | 1987        | Star Trek: Die nächste Generation (bis 1995), Star Trek: The Next Generation (ab 1996) | Heyne            | 1989       | 24. | Die Geschichten in diesen Bänden basieren primär auf der Fernsehserie Raumschiff Enterprise – Das nächste Jahrhundert und den auf ihr basierenden Kinofilmen 7 bis 10. |
| Star Trek: The Next Generation                         | 1987        | Star Trek: Starfleet Kadetten, Starfleet Academy                                       | Heyne            | 1995       | 24. | Die Geschichten in diesen Bänden basieren primär auf der Fernsehserie Raumschiff Enterprise – Das nächste Jahrhundert und den auf ihr basierenden Kinofilmen 7 bis 10. |
| Star Trek: The Next Generation                         | 1987        | Star Trek, Star Trek: The Next Generation                                              | VGS              | 1995       | 24. | Die Geschichten in diesen Bänden basieren primär auf der Fernsehserie Raumschiff Enterprise – Das nächste Jahrhundert und den auf ihr basierenden Kinofilmen 7 bis 10. |
| Star Trek: The Next Generation                         | 1987        | Star Trek: The Next Generation                                                         | Cross Cult       | 2009       | 24. | Die Geschichten in diesen Bänden basieren primär auf der Fernsehserie Raumschiff Enterprise – Das nächste Jahrhundert und den auf ihr basierenden Kinofilmen 7 bis 10. |
| Star Trek: Deep Space Nine                             | 1993        | Star Trek: Deep Space Nine                                                             | Heyne            | 1993       | 24. | Die Geschichten in den Bänden dieser Reihe basieren primär auf der Fernsehserie Star Trek: Deep Space Nine. |
| Star Trek: Deep Space Nine                             | 1993        | Star Trek: Starfleet Kadetten, Starfleet Academy                                       | Heyne            | 1995       | 24. | Die Geschichten in den Bänden dieser Reihe basieren primär auf der Fernsehserie Star Trek: Deep Space Nine. |
| Star Trek: Deep Space Nine                             | 1993        | Star Trek: Deep Space Nine                                                             | VGS              | 1995       | 24. | Die Geschichten in den Bänden dieser Reihe basieren primär auf der Fernsehserie Star Trek: Deep Space Nine. |
| Star Trek: Deep Space Nine                             | 1993        | Star Trek: Deep Space Nine                                                             | Cross Cult       | 2009       | 24. | Die Geschichten in den Bänden dieser Reihe basieren primär auf der Fernsehserie Star Trek: Deep Space Nine. |
| Star Trek: Voyager                                     | 1995        | Star Trek: Voyager                                                                     | Heyne            | 1995       | 24. | Die Geschichten in den Bänden dieser Reihe basieren primär auf der Fernsehserie Star Trek: Raumschiff Voyager. |
| Star Trek: Voyager                                     | 1995        | Star Trek: Voyager                                                                     | Cross Cult       | 2013       | 24. | Die Geschichten in den Bänden dieser Reihe basieren primär auf der Fernsehserie Star Trek: Raumschiff Voyager. |
| Star Trek: New Frontier                                | 1997        | Star Trek: Die neue Grenze                                                             | Heyne            | 1999       | 24. | Diese Bände enthalten Geschichten, die von dem Sternenflottenraumschiff Excalibur erzählen. |
| Star Trek: New Frontier                                | 1997        | Star Trek: New Frontier                                                                | Cross Cult       | 2011       | 24. | Diese Bände enthalten Geschichten, die von dem Sternenflottenraumschiff Excalibur erzählen. |
| Star Trek: S.C.E.                                      | 2000        | Star Trek: Corps of Engineers                                                          | Cross Cult       | 2014       | 24. | Diese Reihe erschien bei ihrer Erstveröffentlichung nur in Form von E-Books. Sie handelt von Mitgliedern des Ingenieurskorps der Sternenflotte und deren Raumschiff da Vinci. Die Reihe spielt hauptsächlich in der Zeit zwischen dem Handlungsende der Fernsehserie Deep Space Nine (2375) und dem Kinofilm Nemesis (2379).                                                        |
| Star Trek: Challenger                                  | 2001        |                                                                                        |                  |            | 23. | Diese Reihe erzählt von dem Sternenflottenraumschiff Challenger und schließt an die Roman-Miniserie New Earth an, die innerhalb der Hauptreihe Raumschiff Enterprise erstveröffentlicht wurde. |
| Enterprise (bis 2003), Star Trek: Enterprise (ab 2004) | 2001        | Enterprise                                                                             | Heyne            | 2002       | 22. | Die Geschichten in den Bänden dieser Reihe basieren primär auf der Fernsehserie Star Trek: Enterprise. |
| Enterprise (bis 2003), Star Trek: Enterprise (ab 2004) | 2001        | Star Trek: Enterprise                                                                  | Cross Cult       | 2011       | 22. | Die Geschichten in den Bänden dieser Reihe basieren primär auf der Fernsehserie Star Trek: Enterprise. |
| Enterprise (bis 2003), Star Trek: Enterprise (ab 2004) | 2001        | Star Trek: Rise of the Federation                                                      | Cross Cult       | 2017       | 22. | Die Geschichten in den Bänden dieser Reihe basieren primär auf der Fernsehserie Star Trek: Enterprise. |
| Star Trek: I.K.S. Gorkon, Star Trek: Klingon Empire    | 2003        |                                                                                        |                  |            | 24. | Diese Reihe handelt von dem klingonischen Raumschiff Gorkon und ging aus dem Roman Diplomatic Implausibility von Raumschiff Enterprise: Das nächste Jahrhundert sowie den beiden Crossover-Romanen The Brave and the Bold hervor. Die ersten drei Bände erschienen unter dem Reihentitel Star Trek: I.K.S. Gorkon, der vierte Band unter dem Reihentitel Star Trek: Klingon Empire. |
| Star Trek: Titan                                       | 2005        | Star Trek: Titan                                                                       | Cross Cult       | 2008       | 24. | Diese Reihe handelt von dem erstmals im Kinofilm Nemesis enthaltenen Raumschiff Titan mit Riker als Captain. |
| Star Trek: Vanguard                                    | 2005        | Star Trek: Vanguard                                                                    | Cross Cult       | 2008       | 23. | Diese Reihe spielt auf der Raumstation Vanguard und parallel zur Handlungszeit der Fünfjahresmission von Captain Kirk. Charakteristisch für diese Reihe sind romanübergreifende Handlungsbögen. |
| Star Trek: Corps of Engineers                          | 2006        |                                                                                        |                  |            | 24. | Mit dieser Reihe wurde die Reihe Star Trek: S.C.E. unter einem neuen Titel und, ohne die vorherige Nummerierung fortzuführen, fortgesetzt. |
| Star Trek: Department of Temporal Investigations       | 2011        |                                                                                        |                  |            | 24. | Diese Geschichten handeln von der Sternenflottenabteilung für temporale Ermittlungen, die erstmals in der Episode Immer die Last mit den Tribbles von Star Trek: Deep Space Nine eine Rolle spielt. |
| Star Trek: Seekers                                     | 2014        | Star Trek: Seekers                                                                     | Cross Cult       | 2017       | 23. | Diese Reihe folgt auf die Handlung der Reihe Star Trek: Vanguard und besteht im Unterschied zu Vanguard aus Romanen mit abgeschlossener Handlung. |
| Star Trek: Discovery                                   | 2017        | Star Trek: Discovery                                                                   | Cross Cult       | 2017       | 23. | Diese Romane basieren auf der Fernsehserie Star Trek: Discovery. |
| Star Trek: Picard                                      | 2020        | Star Trek: Picard                                                                      | Cross Cult       | 2020       | 24. | Diese Romane basieren auf der Fernsehserie Star Trek: Picard. |
| Star Trek: Prodigy                                     | 2023        | Star Trek: Prodigy                                                                     | Crocu            | 2020       | 24. | Diese Romane basieren auf der Fernsehserie Star Trek: Prodigy. |
| Star Trek: Strange New Worlds                          | 2023        |                                                                                        |                  |            | 23. | Diese Romane basieren auf der Fernsehserie Star Trek: Strange New Worlds. |

#### Serien von deutschen Verlagen
Diese Reihen erschienen erstmals auf Deutsch, beim deutschen Verlag Cross Cult.
| Deutscher Reihentitel | Deutsch ab | Jh. | Erklärung |
| Star Trek: Prometheus | 2016       | 24. | Diese Reihe stammt erstmals von deutschen Autoren und beginnt im Jahr 2385. Im Mittelpunkt der Handlung steht das Sternenflottenraumschiff U.S.S. Prometheus. |

### Miniserien und mehrteilige Romane
Unter den Romanen befinden sich etliche, die Teil von Miniserien sind. Dabei handelt es sich um Romane, die thematisch miteinander verbunden sind, jedoch nicht unbedingt eine romanübergreifende Handlung besitzen. Diejenigen Miniserien, die Crossover mehrerer Hauptreihen bilden, sind in der folgenden Tabelle aufgeführt. Darin sind zudem Anthologie-Reihen mit Geschichten enthalten, die mehr als eine Hauptreihe betreffen.
| Englisch                               | Englisch        | Englisch     | Deutsch                                | Betreffende Hauptreihen | Betreffende Hauptreihen | Betreffende Hauptreihen | Betreffende Hauptreihen | Betreffende Hauptreihen          | |
| Miniserien- bzw. Anthologiereihentitel | Veröff.         | Anzahl Bände | Miniserien- bzw. Anthologiereihentitel | TOS                     | TNG                     | DS9                     | VOY                     | Andere                           | Bemerkungen |
| -------------------------------------- | --------------- | ------------ | -------------------------------------- | ----------------------- | ----------------------- | ----------------------- | ----------------------- | -------------------------------- | --- |
| Invasion                               | 1996            | 4            | Invasion                               | ●                       | ●                       | ●                       | ●                       |                                  | In jeder der vier Hauptreihen erschien ein Band. |
| Day of Honor                           | 1997            | 6            | Tag der Ehre                           | ●                       | ●                       | ●                       | ●                       |                                  | Zu dieser Miniserie gehören sechs Bände aus verschiedenen Hauptreihen, darunter die Romanfassung der Voyager-Episode Tag der Ehre und der DS9-Jugendroman Ehrensache. |
| The Dominion War                       | 1998            | 4            | Der Dominion-Krieg                     |                         | ●                       | ●                       |                         |                                  | Je zwei Bände erschienen in der Reihe TNG bzw. DS9. |
| The Captain’s Table                    | 1998–2005       | 6            | The Captain’s Table                    | ●                       | ●                       | ●                       | ●                       | New Frontier                     | Diese Miniserie besteht aus sechs Romanen über die Captains aus den Fernsehserien, aus New Frontier und über Captain Pike. Darüber hinaus gibt es die Anthologie Tales from the Captain’s Table, die auch die nach Nemesis spielenden Romanreihen berücksichtigt. |
| Strange New Worlds                     | 1998–2007, 2016 | 11           |                                        | ●                       | ●                       | ●                       | ●                       | ●                                | Anthologien mit zusammen über 200 Kurzgeschichten, die in dem gleichnamigen Schreibwettbewerb von Nachwuchsautoren verfasst wurden. |
| The Badlands                           | 1999            | 2            | Die Badlands                           | ●                       | ●                       | ●                       | ●                       |                                  | In diesem Zweiteiler geht es um die gleichnamige Weltraumregion. |
| Double Helix                           | 1999            | 6            | Doppelhelix                            | ●                       | ●                       | ●                       | ●                       |                                  | Die sechs Romane dieser Miniserie erschienen in der Hauptreihe TNG, betreffen aber auch andere Hauptreihen. |
| New Earth                              | 2000            | 6            |                                        | ●                       |                         |                         |                         | Challenger                       | Die sechs Romane dieser Miniserie erschienen in der Hauptreihe TOS und leiten in die Hauptreihe Challenger ein. |
| Section 31                             | 2001–           | 5            | Sektion 31                             | ●                       | ●                       | ●                       | ●                       |                                  | Diese Romane sind auf die Sektion 31 zentriert. Je ein Band erschien innerhalb einer der vier Hauptreihen. Mindestens zwei weitere erscheinen seit 2014 außerhalb der Hauptreihen. |
| Dark Passions                          | 2001            | 2            |                                        |                         | ●                       | ●                       | ●                       |                                  | Roman-Zweiteiler, der im Spiegeluniversum spielt und auf weibliche Hauptfiguren der im 24. Jahrhundert handelnden Fernsehserien zentriert ist. Verfasst von Susan Wright, Gründerin der Organisation National Coalition for Sexual Freedom. |
| Gateways                               | 2001            | 7            | Portale                                | ●                       | ●                       | ●                       | ●                       | Challenger, New Frontier, S.C.E. | Bände 1–6 sind Romane zu je einer Hauptreihe; Band 7 enthält sechs Geschichten, von denen je eine den Epilog zu einem der vorangegangenen Romane bildet. Ein weiterer Epilog erschien in der Reihe Star Trek: S.C.E. |
| The Brave and the Bold                 | 2002            | 2            |                                        | ●                       | ●                       | ●                       | ●                       | Enterprise                       | Besteht aus zwei Bänden mit fünf Geschichten, von denen je eine im Rahmen einer der fünf Realfilm-Fernsehserien spielt. |
| Stargazer                              | 2002–04         | 6            |                                        |                         | ●                       |                         |                         |                                  | Erzählt von Picards Dienstzeit auf dem Raumschiff Stargazer, bevor er Captain der Enterprise wurde. |
| The Lost Era                           | 2003–14         | 7            |                                        | ●                       | ●                       | ●                       | ●                       |                                  | Diese Romane erzählen von der zeitlichen Lücke zwischen Kirks Verschwinden im Jahr 2293 im Film Star Trek: Treffen der Generationen und dem Pilotfilm der Fernsehserie Raumschiff Enterprise – Das nächste Jahrhundert. Es gibt über diese sieben Bände hinaus weitere Romane, die zur Lost Era (Deutsch etwa: „Verlorene Ära“) gerechnet werden, darunter die Trilogie Terok Nor. |
| Vulcan’s Soul                          | 2004–07         | 3            |                                        | ●                       | ●                       |                         |                         |                                  | Trilogie, die im 24. Jahrhundert spielt und von Botschafter Spocks Bemühungen um eine Wiedervereinigung zwischen Romulanern und Vulkaniern handelt. |
| A Time to …                            | 2004            | 9            |                                        |                         | ●                       |                         |                         |                                  | Besteht aus neun Bänden, handelt in dem einjährigen Zeitraum vor Beginn des Kinofilms Nemesis und ist auf die Crew um Picard zentriert, erschien aber nicht innerhalb der Hauptreihe TNG. |
| Mirror Universe                        | 2007–11         | 5            |                                        | ●                       | ●                       | ●                       | ●                       | ●                                | Bände 1 und 2 mit je drei Geschichten; Band 3 mit zwölf Kurzgeschichten; Band 4 ist der Roman The Sorrows of Empire als erweiterte Fassung der gleichnamigen TOS-Geschichte aus Band 1; Band 5 ist ein Crossover-Roman. Die Geschichten spielen im Spiegeluniversum. |
| Terok Nor                              | 2008            | 3            |                                        |                         |                         | ●                       |                         |                                  | Diese Trilogie handelt überwiegend in der Lost Era und ist auf die gleichnamige Raumstation aus der Fernsehserie DS9 zentriert, erschien aber nicht innerhalb der Romanreihe DS9. |
| Myriad Universes                       | 2008–10         | 3            |                                        | ●                       | ●                       | ●                       | ●                       |                                  | Drei Bände mit je drei Geschichten, die im Spiegeluniversum und anderen Realitäten handeln. |
| Destiny                                | 2008            | 3            | Destiny                                |                         | ●                       |                         |                         | Titan                            | Crossover aus mehreren, im 24. Jahrhundert spielenden, Hauptreihen. Diese Trilogie führt das Sternenflottenraumschiff U.S.S. Aventine ein, das von Ezri Dax kommandiert wird und auch in späteren Romanen im Mittelpunkt steht, ohne dass es dazu eine eigene Hauptreihe gibt. |
| Typhon Pact                            | 2010–12         | 8            | Typhon Pact                            |                         | ●                       | ●                       |                         | Titan                            | Crossover aus mehreren, im 24. Jahrhundert spielenden Hauptreihen, in dem es um das Verhältnis zwischen der Föderation und ihrem Gegner, dem Typhon-Pakt, geht. |
| The Fall                               | 2013            | 5            | The Fall                               |                         | ●                       | ●                       |                         | Titan                            | Crossover aus mehreren, im 24. Jahrhundert spielenden Hauptreihen, in dem es um das Verhältnis zwischen der Föderation und ihrem Gegner, dem Typhon-Pakt, geht. |
| Prey                                   | 2016            | 3            | Prey                                   |                         | ●                       |                         |                         | Titan                            | Crossover aus mehreren, im 24. Jahrhundert spielenden Hauptreihen, in dem es um das Verhältnis zwischen der Föderation und den Klingonen geht. |
| Coda                                   | 2021            | 3            | Coda                                   |                         | ●                       | ●                       |                         | Titan                            | Crossover aus mehreren, im 24. Jahrhundert spielenden Hauptreihen, in dem es um die Bekämpfung einer sog. temporalen Apokalypse geht. |

## Titelübersicht nach Hauptreihen
Sofern nicht anders angegeben, erschienen die Bände auf Englisch bei Pocket Books erstmals.

### Star Trek (klassische Serie)
Diese Bände adaptieren die klassische Serie, Raumschiff Enterprise.

### Star Trek (Zeichentrickserie)
Von Alan Dean Foster verfasst, adaptieren die zehn Bände dieser Reihe je eine oder drei Episoden der Zeichentrickserie Die Enterprise. Im deutschen Goldmann Verlag erschienen sie in der Buchreihe Raumschiff Enterprise: Die neuen Abenteuer erstmals von 1993 bis 1995. Unter demselben Reihentitel und denselben Buchtiteln erschienen die ersten acht Bände 1994 und 1995 erneut, und zwar im Loewe-Verlag.
| Sprache          | Englisch         | Englisch         | Deutsch                                    | Deutsch                                    | Deutsch                                    |                                            |
| Verlag           | Ballantine Books | Ballantine Books | Goldmann Verlag                            | Goldmann Verlag                            | Goldmann Verlag                            |                                            |
| Reihentitel      | Star Trek        | Star Trek        | Raumschiff Enterprise: Die neuen Abenteuer | Raumschiff Enterprise: Die neuen Abenteuer | Raumschiff Enterprise: Die neuen Abenteuer |                                            |
| Autor            | Buchtitel        | Veröff.          | Nr.                                        | Buchtitel                                  | Veröff.                                    | Bemerkung                                  |
| ---------------- | ---------------- | ---------------- | ------------------------------------------ | ------------------------------------------ | ------------------------------------------ | ------------------------------------------ |
| Alan Dean Foster | Log One          | Juni 1974        | 1                                          | Todeszone Galaxis                          | 1993                                       | Nacherzählungen der Episoden 1 bis 3       |
| Alan Dean Foster | Log Two          | Sep. 1974        | 2                                          | Der Überlebende                            | 1993                                       | Nacherzählungen der Episoden 6, 4 und 7    |
| Alan Dean Foster | Log Three        | Jan. 1975        | 3                                          | Der Venus-Faktor                           | 1993                                       | Nacherzählungen der Episoden 9, 10 und 8   |
| Alan Dean Foster | Log Four         | März 1975        | 4                                          | Gefahr im Delta-Dreieck                    | 1993                                       | Nacherzählungen der Episoden 11, 12 und 5  |
| Alan Dean Foster | Log Five         | Aug. 1975        | 5                                          | Ums nackte Leben                           | 1994                                       | Nacherzählungen der Episoden 13, 17 und 16 |
| Alan Dean Foster | Log Six          | März 1976        | 6                                          | Mordsache McCoy                            | 1994                                       | Nacherzählungen der Episoden 20, 19 und 21 |
| Alan Dean Foster | Log Seven        | Juni 1976        | 7                                          | Im Schatten schwarzer Sterne               | 1994                                       | Nacherzählung der Episode 22               |
| Alan Dean Foster | Log Eight        | Aug. 1976        | 8                                          | Himmelfahrtskommando                       | 1994                                       | Nacherzählung der Episode 15               |
| Alan Dean Foster | Log Nine         | Feb. 1977        | 9                                          | Ein fataler Fehler                         | 1995                                       | Nacherzählung der Episode 18               |
| Alan Dean Foster | Log Ten          | Jan. 1978        | 10                                         | Die letzte Mission                         | 1995                                       | Nacherzählung der Episode 14               |

### Star Trek: The Next Generation
Unterschieden wird zwischen Geschichten, die bis einschließlich der Handlungszeit des Kinofilms Nemesis spielen, und solchen, die danach stattfinden.

#### Bände mit Handlungszeit bisNemesis

##### 1987 bis 1995
|                                                                      | Englisch | Englisch                  | Englisch  | Deutsch | Deutsch                                   | Deutsch | Deutsch |                   | |
| Autor                                                                | Nr.      | Titel                     | Veröff.   | Nr.     | Titel                                     | V       | Veröff. | Jahr der Handlung | Bemerkung |
| -------------------------------------------------------------------- | -------- | ------------------------- | --------- | ------- | ----------------------------------------- | ------- | ------- | ----------------- | --- |
| David Gerrold                                                        |          | Encounter at Farpoint     | Okt. 1987 | 1       | Mission Farpoint                          | H       | 1989    | 2364              | Romanfassung des Pilotfilms (Der Mächtige und Mission Farpoint) |
| Diane Carey                                                          | 1        | Ghost Ship                | Juli 1988 | 6       | Gespensterschiff                          | H       | 1990    | 2364              | |
| Gene DeWeese                                                         | 2        | The Peacekeepers          | Sep. 1988 | 2       | Die Friedenswächter                       | H       | 1989    | 2364              | |
| Carmen Carter                                                        | 3        | The Children of Hamlin    | Nov. 1988 | 3       | Die Kinder von Hamlin                     | H       | 1990    | 2364              | |
| Jean Lorrah                                                          | 4        | Survivors                 | Jan. 1989 | 4       | Überlebende                               | H       | 1990    | 2364              | |
| Peter David                                                          | 5        | Strike Zone               | März 1989 | 5       | Planet der Waffen                         | H       | 1990    | 2365              | |
| Howard Weinstein                                                     | 6        | Power Hungry              | Mai 1989  | 7       | Machthunger                               | H       | 1991    | 2365              | |
| John Vornholt                                                        | 7        | Masks                     | Juli 1989 | 8       | Masken                                    | H       | 1991    | 2365              | |
| David Dvorkin, Daniel Dvorkin                                        | 8        | The Captains’ Honor       | Sep. 1989 | 9       | Die Ehre des Captain                      | H       | 1991    | 2364              | |
| Michael Jan Friedman                                                 | 9        | A Call to Darkness        | Nov. 1989 | 10      | Ein Ruf in die Dunkelheit                 | H       | 1991    | 2365              | |
| Peter David                                                          | 10       | A Rock and a Hard Place   | Jan. 1990 | 11      | Eine Hölle namens Paradies                | H       | 1991    | 2366              | |
| Jean Lorrah                                                          |          | Metamorphosis             | März 1990 | 12      | Metamorphose                              | H       | 1991    | 2366              | |
| Keith Sharee                                                         | 11       | Gulliver’s Fugitives      | Mai 1990  | 13      | Gullivers Flüchtlinge                     | H       | 1992    | 2366              | |
| Carmen Carter, Peter David, Michael Jan Friedman, Robert Greenberger | 12       | Doomsday World            | Juli 1990 | 14      | Planet des Untergangs                     | H       | 1992    | 2366              | |
| Ann C. Crispin                                                       | 13       | The Eyes of the Beholders | Sep. 1990 | 15      | Die Augen der Betrachter                  | H       | 1992    | 2366              | |
| Howard Weinstein                                                     | 14       | Exiles                    | Nov. 1990 | 16      | Im Exil                                   | H       | 1992    | 2366              | |
| Michael Jan Friedman                                                 | 15       | Fortune’s Light           | Jan. 1991 | 17      | Das verschwundene Juwel                   | H       | 1992    | 2366              | |
| John Vornholt                                                        | 16       | Contamination             | März 1991 | 18      | Kontamination                             | H       | 1993    | 2366              | |
| Peter David                                                          |          | Vendetta                  | Mai 1991  | 20      | Vendetta                                  | H       | 1993    | 2367              | |
| Mel Gilden                                                           | 17       | Boogeymen                 | Juli 1991 | 19      | Baldwins Entdeckungen                     | H       | 1993    | 2366              | |
| Peter David                                                          | 18       | Q-in-Law                  | Okt. 1991 | 21      | Eine Lektion in Liebe                     | H       | 1994    | 2366              | |
| Jeri Taylor                                                          |          | Unification               | Nov. 1991 |         | Die Zusammenkunft                         | VGS     | 1995    | 2368              | Romanfassung der Doppelepisode Wiedervereinigung? (Staffel 5). Von Heyne 1998 mit der Nr. 36 wiederveröffentlicht.                                                           |
| Michael Jan Friedman                                                 |          | Reunion                   | Nov. 1991 | 23      | Wieder vereint                            | H       | 1994    | 2367              | |
| Howard Weinstein                                                     | 19       | Perchance to Dream        | Dez. 1991 | 22      | Die Macht der Former                      | H       | 1994    | 2367              | |
| T. L. Mancour                                                        | 20       | Spartacus                 | Feb. 1992 | 24      | Spartacus                                 | H       | 1994    | 2366              | |
| W. A. McCay, E. L. Flood                                             | 21       | Chains of Command         | Apr. 1992 | 25      | Ketten der Gewalt                         | H       | 1995    | 2366              | Trotz starker Ähnlichkeit des englischen Titels ist dies keine Romanfassung der Doppelepisode Geheime Mission auf Celtris Drei (Originaltitel: Chain of Command, Staffel 6). |
| V. E. Mitchell                                                       | 22       | Imbalance                 | Juni 1992 | 26      | Die Jarada                                | H       | 1995    | 2367              | |
| Peter David                                                          |          | Imzadi                    | Aug. 1992 |         | Imzadi                                    | VGS     | 1995    | 2368              | Von Heyne 1997 mit der Nr. 30 wiederveröffentlicht. |
| John Vornholt                                                        | 23       | War Drums                 | Okt. 1992 | 27      | Kriegstrommeln                            | H       | 1995    | 2368              | |
| Michael Jan Friedman                                                 |          | Relics                    | Nov. 1992 | 37      | Relikte                                   | H       | 1996    | 2369              | Romanfassung der Episode Besuch von der alten Enterprise (Staffel 6) |
| Laurell K. Hamilton                                                  | 24       | Nightshade                | Dez. 1992 | 28      | Nacht über Oriana                         | H       | 1995    | 2369              | |
| David Bischoff                                                       | 25       | Grounded                  | März 1993 | 29      | Die Epidemie                              | H       | 1995    | 2368              | |
| Carmen Carter                                                        |          | The Devil’s Heart         | Apr. 1993 |         | Das Herz des Teufels                      | VGS     | 1996    | 2368              | Von Heyne 1999 mit der Nr. 40 wiederveröffentlicht. |
| Simon Hawke                                                          | 26       | The Romulan Prize         | Mai 1993  | 31      | Die Beute der Romulaner                   | H       | 1996    | 2368              | |
| Rebecca Neason                                                       | 27       | Guises of the Mind        | Sep. 1993 | 32      | Der Kronprinz                             | H       | 1996    | 2368              | |
| Diane Carey                                                          |          | Descent                   | Okt. 1993 | 34      | Abstieg                                   | H       | 1996    | 2369              | Romanfassung der Doppelepisode Angriff der Borg (Staffeln 6 und 7) |
| John Peel                                                            | 28       | Here There Be Dragons     | Dez. 1993 | 33      | Drachenjäger                              | H       | 1996    | 2369              | |
| Diane Duane                                                          |          | Dark Mirror               | Dez. 1993 | 35      | Dunkler Spiegel                           | H       | 1997    | 2367              | |
| Susan Wright                                                         | 29       | Sins of Commission        | März 1994 | 38      | Der Mörder des Sli                        | H       | 1997    | 2368              | |
| W. R. Thompson                                                       | 30       | Debtors’ Planet           | Mai 1994  | 39      | Planet der Schuldner                      | H       | 1997    | 2368              | |
| Michael Jan Friedman                                                 |          | All Good Things...        | Juni 1994 | 44      | Die Verurteilung                          | H       | 1996    | 2370              | Romanfassung der finalen Doppelepisode Gestern, heute, morgen (Staffel 7) |
| Peter David                                                          |          | Q-Squared                 | Juli 1994 |         | Q²                                        | VGS     | 1997    | 2370              | Von Heyne 1999 mit der Nr. 45 wiederveröffentlicht. |
| Dave Galanter, Greg Brodeur                                          | 31       | Foreign Foes              | Aug. 1994 |         | Fremde Widersacher                        | VGS     | 1996    | 2369              | |
| Michael Jan Friedman, Kevin Ryan                                     | 32       | Requiem                   | Okt. 1994 | 42      | Requiem                                   | H       | 1997    | 2370              | |
| Dafydd ab Hugh                                                       | 33       | Balance of Power          | Jan. 1995 | 43      | Gleichgewicht der Kräfte                  | H       | 1997    | 2370              | |
| Simon Hawke                                                          | 34       | Blaze of Glory            | März 1995 | 46      | Die Rückkehr der Despoten                 | H       | 1997    | 2370              | |
| Robert Greenberger                                                   | 35       | The Romulan Stratagem     | Mai 1995  | 47      | Die Strategie der Romulaner               | H       | 1997    | 2369              | |
| Gene DeWeese                                                         | 36       | Into the Nebula           | Juli 1995 | 48      | Im Staubnebel verschwunden                | H       | 1998    | 2370              | |
| Brad Ferguson                                                        | 37       | The Last Stand            | Okt. 1995 | 49      | Das letzte Aufgebot                       | H       | 1998    | 2368              | |
| Michael Jan Friedman                                                 |          | Crossover                 | Dez. 1995 |         | Crossover (VGS), Die andere Seite (Heyne) | VGS     | 1997    | 2371              | Bei VGS ohne The Next Generation im Hauptreihentitel erschienen. |

##### Ab 1996
|                                                   | Englisch                              | Englisch                              | Englisch  | Englisch            |     | Deutsch | Deutsch                     | Deutsch | Deutsch | Deutsch            |                   | |
| Autor                                             | Nr.                                   | Titel                                 | Veröff.   | Miniserie           | NiM | Nr.     | Titel                       | V       | Veröff. | Miniserie          | Jahr der Handlung | Bemerkung |
| ------------------------------------------------- | ------------------------------------- | ------------------------------------- | --------- | ------------------- | --- | ------- | --------------------------- | ------- | ------- | ------------------ | ----------------- | --- |
| Kij Johnson, Greg Cox                             | 38                                    | Dragon’s Honor                        | Jan. 1996 |                     |     | 51      | Die Ehre des Drachen        | H       | 1998    |                    | 2370              | |
| John Vornholt                                     | 39                                    | Rogue Saucer                          | März 1996 |                     |     | 52      | Der Test                    | H       | 2004    |                    | 2370              | |
| J. M. Dillard, Kathleen O’Malley                  | 40                                    | Possession                            | Mai 1996  |                     |     | 53      | Wahnsinn                    | H       | 1999    |                    | 2370              | |
| Dean Wesley Smith, Kristine Kathryn Rusch         | 41                                    | The Soldiers of Fear                  | Juli 1996 | Invasion            | 2   | 54      | Soldaten des Schreckens     | H       | 1998    | Invasion           | 2369              | |
| Michael Jan Friedman                              |                                       | Kahless                               | Juli 1996 |                     |     |         |                             |         |         |                    | 2371              | |
| W. R. Thompson                                    | 42                                    | Infiltrator                           | Sep. 1996 |                     |     |         |                             |         |         |                    | 2370              | |
| Pamela Sargent, George Zebrowski                  | 43                                    | A Fury Scorned                        | Nov. 1996 |                     |     | 56      | Verhöhnter Zorn             | H       | 2000    |                    | 2369              | |
| J. M. Dillard                                     |                                       | First Contact                         | Dez. 1996 |                     |     | 57      | Der erste Kontakt           | H       | 1996    |                    | 2373              | Romanfassung des achten Kinofilms Der erste Kontakt |
| John Peel                                         | 44                                    | The Death of Princes                  | Jan. 1997 |                     |     |         |                             |         |         |                    | 2369              | |
| Diane Duane                                       | 45                                    | Intellivore                           | Apr. 1997 |                     |     |         |                             |         |         |                    | 2371              | |
| Diane Carey                                       |                                       | Ancient Blood                         | Sep. 1997 | Day of Honor        | 1   | 63      | Altes Blut                  | H       | 1999    | Tag der Ehre       | 2371              | |
| Diane Carey                                       |                                       | Ship of the Line                      | Okt. 1997 |                     |     |         |                             |         |         |                    | 2372/73           | |
| Esther Friesner                                   | 46                                    | To Storm Heaven                       | Dez. 1997 |                     |     |         | Sturm auf den Himmel        | H       | 2005    |                    | 2369              | Der deutsche Romantitel ist identisch mit dem 2012 in der Reihe Vanguard erschienenen, der von David Mack verfasst wurde. |
| Susan Wright                                      |                                       | The Best and the Brightest            | Feb. 1998 |                     |     |         |                             |         |         |                    | 2368–72           | |
| Michael Jan Friedman                              |                                       | Planet X                              | Mai 1998  |                     |     |         |                             |         |         |                    | 2374              | Crossover mit X-Men. |
| Michael Jan Friedman                              |                                       | Dujonian’s Hoard                      | Juni 1998 | The Captain’s Table | 2   |         |                             |         |         |                    | 2371              | |
| Greg Cox                                          | 47                                    | Q-Space                               | Aug. 1998 | The Q Continuum     | 1   | 71      | Die galaktische Barriere    | H       | 2001    | Das Q-Kontinuum    | 2374              | |
| Greg Cox                                          | 48                                    | Q-Zone                                | Aug. 1998 | The Q Continuum     | 2   | 72      | Die Entführung              | H       | 2001    | Das Q-Kontinuum    | 2374              | |
| Greg Cox                                          | 49                                    | Q-Strike                              | Aug. 1998 | The Q Continuum     | 3   | 73      | Der Widersacher             | H       | 2001    | Das Q-Kontinuum    | 2374              | |
| John Vornholt                                     |                                       | Behind Enemy Lines                    | Nov. 1998 | The Dominion War    | 1   | 65      | Hinter feindlichen Linien   | H       | 2000    | Der Dominion-Krieg | 2373/74           | |
| John Vornholt                                     |                                       | Tunnel Through The Stars              | Dez. 1998 | The Dominion War    | 3   | 66      | Sternentunnel               | H       | 2000    | Der Dominion-Krieg | 2373/74           | |
| Peter David                                       |                                       | Triangle: Imzadi II                   | Dez. 1998 |                     |     | 67      | Imzadi II                   | H       | 2000    |                    | 2371/74           | |
| J. M. Dillard                                     |                                       | Insurrection                          | Dez. 1998 |                     |     | 70      | Der Aufstand                | H       | 1998    |                    | 2375              | Romanfassung des neunten Kinofilms Der Aufstand |
| Charles Pellegrino, George Zebrowski              | 50                                    | Dyson Sphere                          | Apr. 1999 |                     |     |         |                             |         |         |                    | 2370              | |
| John Gregory Betancourt                           | 51                                    | Infection                             | Juni 1999 | Double Helix        | 1   |         | Infektion                   | CC      | 2012    | Doppelhelix        | 2364              | |
| Dean Wesley Smith, Kristine Kathryn Rusch         | 52                                    | Vectors                               | Juni 1999 | Double Helix        | 2   |         | Überträger                  | CC      | 2012    | Doppelhelix        | 2365/66           | Crossover mit Deep Space Nine. |
| Diane Carey                                       | 53                                    | Red Sector                            | Juli 1999 | Double Helix        | 3   |         | Roter Sektor                | CC      | 2012    | Doppelhelix        | 2369              | |
| John Vornholt                                     | 54                                    | Quarantine                            | Juli 1999 | Double Helix        | 4   |         | Quarantäne                  | CC      | 2012    | Doppelhelix        | 2369              | |
| Peter David                                       | 55                                    | Double or Nothing                     | Aug. 1999 | Double Helix        | 5   |         | Doppelt oder nichts         | CC      | 2012    | Doppelhelix        | 2375              | Crossover mit New Frontier. |
| Michael Jan Friedman, Christie Golden             | 56                                    | The First Virtue                      | Aug. 1999 | Double Helix        | 6   |         | Die oberste Tugend          | CC      | 2012    | Doppelhelix        | 2350              | |
| John de Lancie, Peter David                       |                                       | I, Q                                  | Sep. 1999 |                     |     | 68      | Ich, Q                      | H       | 2000    |                    | 2375              | |
| William R. Forstchen, Elizabeth Kitsteiner Salzer | 57                                    | The Forgotten War                     | Sep. 1999 |                     |     |         |                             |         |         |                    | 2367              | |
| John Vornholt                                     | 58                                    | Gemworld #1                           | Feb. 2000 | Gemworld            | 1   | 74      | Kristallwelt 1              | H       | 2002    | Kristallwelt       | 2375              | |
| John Vornholt                                     | 59                                    | Gemworld #2                           | Feb. 2000 | Gemworld            | 2   | 75      | Kristallwelt 2              | H       | 2002    | Kristallwelt       | 2375              | |
| Michael Jan Friedman                              |                                       | The Valiant                           | Apr. 2000 |                     |     |         |                             |         |         |                    | 2333              | |
| John Vornholt                                     |                                       | Book One                              | Sep. 2000 | Genesis Wave        | 1   |         |                             |         |         |                    | 2376              | |
| John Vornholt                                     |                                       | Book Two                              | Apr. 2001 | Genesis Wave        | 2   |         |                             |         |         |                    | 2376              | |
| John Vornholt                                     |                                       | Book Three                            | Jan. 2002 | Genesis Wave        | 3   |         |                             |         |         |                    | 2377              | |
| Doranna Durgin                                    | 60                                    | Tooth and Claw                        | Feb. 2001 |                     |     |         |                             |         |         |                    | 2371              | |
| Keith R. A. DeCandido                             | 61                                    | Diplomatic Implausibility             | Feb. 2001 |                     |     |         |                             |         |         |                    | 2376              | |
| Dave Galanter, Greg Brodeur                       | 62                                    | Dead Zone                             | März 2001 | Maximum Warp        | 1   |         |                             |         |         |                    | 2376              | |
| Dave Galanter, Greg Brodeur                       | 63                                    | Forever Dark                          | März 2001 | Maximum Warp        | 2   |         |                             |         |         |                    | 2376              | |
| Andy Mangels, Michael A. Martin                   |                                       | Rogue                                 | Juni 2001 | Section 31          | 1   | 69      | Die Verschwörung            | H       | 2002    | Sektion 31         | 2372/73           | |
| Robert Greenberger                                |                                       | Doors Into Chaos                      | Sep. 2001 | Gateways            | 3   |         |                             |         |         |                    | 2376              | |
| Jeffrey Lang                                      |                                       | Immortal Coil                         | Feb. 2002 |                     |     | 76      | Das Unsterblichkeitsprinzip | H       | 2002    |                    | 2374              | |
| Dean Wesley Smith                                 |                                       | A Hard Rain                           | März 2002 |                     |     |         |                             |         |         |                    | 2377              | |
| Charlotte Douglas, Susan Kearney                  |                                       | The Battle of Betazed                 | Apr. 2002 |                     |     | 78      | Die Rache des Dominion      | H       | 2003    |                    | 2375              | |
| J. M. Dillard                                     |                                       | Nemesis                               | Dez. 2002 |                     |     | 77      | Nemesis                     | H       | 2002    |                    | 2379              | Romanfassung des zehnten Kinofilms Nemesis |
| S. P. Somtow                                      |                                       | Do Comets Dream?                      | Juli 2003 |                     |     | 79      | Träumen Kometen?            | H       | 2004    |                    | 2371              | |
| John Vornholt                                     |                                       | Genesis Force                         | Juli 2003 |                     |     |         |                             |         |         |                    | 2377              | |
| Christopher L. Bennett                            |                                       | The Buried Age                        | Juli 2007 |                     |     |         |                             |         |         |                    | 2355–64           | |
| Marco Palmieri (Hrsg.)                            |                                       | The Sky’s the Limit                   | Okt. 2007 |                     |     |         |                             |         |         |                    | 2363–79           | Enthält 14 Kurzgeschichten: \| Autor \| Titel \| \| -------------------------------- \| ------------------------------------- \| \| Michael Schuster, Steve Mollmann \| Meet with Triumph and Disaster \| \| Dayton Ward, Kevin Dilmore \| Acts of Compassion \| \| Richard C. White \| Redshift \| \| Scott Pearson \| Among the Clouds \| \| Greg Cox \| Thinking of You \| \| Susan Shwartz \| Turncoats \| \| James Swallow \| Ordinary Days \| \| Amy Sisson \| Twould Ring the Bells of Heaven \| \| Christopher Bennett \| Friends with the Sparrows \| \| Geoff Trowbridge \| Suicide Note \| \| Keith R. A. DeCandido \| Four Lights \| \| Bob Ingersoll, Thom Zahler \| Til Death \| \| David A. McIntee \| On the Spot \| \| Michael Schuster, Steve Mollmann \| Trust Yourself When All Men Doubt You \| |
| J. Steven York, Christina F. York                 |                                       | A Sea of Troubles                     | Okt. 2007 | Slings and Arrows   | 1   |         |                             |         |         |                    | 2372              | Nur als E-Book. |
| Phaedra M. Weldon                                 |                                       | The Oppressor’s Wrong                 | Nov. 2007 | Slings and Arrows   | 2   |         |                             |         |         |                    | 2372              | Nur als E-Book. |
| William Leisner                                   |                                       | The Insolence of Office               | Dez. 2007 | Slings and Arrows   | 3   |         |                             |         |         |                    | 2372              | Nur als E-Book. |
| Terri Osborne                                     |                                       | That Sleep of Death                   | Jan. 2008 | Slings and Arrows   | 4   |         |                             |         |         |                    | 2372              | Nur als E-Book. |
| Robert Greenberger                                |                                       | A Weary Life                          | März 2008 | Slings and Arrows   | 5   |         |                             |         |         |                    | 2372              | Nur als E-Book. |
| Keith R. A. DeCandido                             |                                       | Enterprises of Great Pitch and Moment | März 2008 | Slings and Arrows   | 6   |         |                             |         |         |                    | 2373              | Nur als E-Book. |
| Cassandra Rose Clark                              |                                       | Shadows Have Offended                 | Juli 2021 |                     |     |         | Im Bann der Schatten        | CC      | 2022    |                    | 2370              | |
| Dayton Ward                                       |                                       | Pliable Truths                        | Mai 2024  |                     |     |         | Perspektiven                | CC      | 2025    |                    | 2369              | |
| Autor                                             | Titel                                 |                                       |           |                     |     |         |                             |         |         |                    |                   | |
| Michael Schuster, Steve Mollmann                  | Meet with Triumph and Disaster        |                                       |           |                     |     |         |                             |         |         |                    |                   | |
| Dayton Ward, Kevin Dilmore                        | Acts of Compassion                    |                                       |           |                     |     |         |                             |         |         |                    |                   | |
| Richard C. White                                  | Redshift                              |                                       |           |                     |     |         |                             |         |         |                    |                   | |
| Scott Pearson                                     | Among the Clouds                      |                                       |           |                     |     |         |                             |         |         |                    |                   | |
| Greg Cox                                          | Thinking of You                       |                                       |           |                     |     |         |                             |         |         |                    |                   | |
| Susan Shwartz                                     | Turncoats                             |                                       |           |                     |     |         |                             |         |         |                    |                   | |
| James Swallow                                     | Ordinary Days                         |                                       |           |                     |     |         |                             |         |         |                    |                   | |
| Amy Sisson                                        | Twould Ring the Bells of Heaven       |                                       |           |                     |     |         |                             |         |         |                    |                   | |
| Christopher Bennett                               | Friends with the Sparrows             |                                       |           |                     |     |         |                             |         |         |                    |                   | |
| Geoff Trowbridge                                  | Suicide Note                          |                                       |           |                     |     |         |                             |         |         |                    |                   | |
| Keith R. A. DeCandido                             | Four Lights                           |                                       |           |                     |     |         |                             |         |         |                    |                   | |
| Bob Ingersoll, Thom Zahler                        | Til Death                             |                                       |           |                     |     |         |                             |         |         |                    |                   | |
| David A. McIntee                                  | On the Spot                           |                                       |           |                     |     |         |                             |         |         |                    |                   | |
| Michael Schuster, Steve Mollmann                  | Trust Yourself When All Men Doubt You |                                       |           |                     |     |         |                             |         |         |                    |                   | |

#### Jugendromane
| Sprache                             | Englisch                       | Englisch                       | Englisch                       | Englisch                       | Deutsch                                                                           | Deutsch                                                                           | Deutsch                                                                           |                   |                                                             |
| Reihentitel                         | Star Trek: The Next Generation | Star Trek: The Next Generation | Star Trek: The Next Generation | Star Trek: The Next Generation | Star Trek: Starfleet Kadetten (1. Auflage) Star Trek: Starfleet Academy (E-Books) | Star Trek: Starfleet Kadetten (1. Auflage) Star Trek: Starfleet Academy (E-Books) | Star Trek: Starfleet Kadetten (1. Auflage) Star Trek: Starfleet Academy (E-Books) |                   |                                                             |
| Autor(en)                           | Buchtitel                      | Veröff.                        | NiM                            | Miniserie                      | Nr.                                                                               | Romantitel                                                                        | Veröff.                                                                           | Jahr der Handlung | Bemerkungen                                                 |
| ----------------------------------- | ------------------------------ | ------------------------------ | ------------------------------ | ------------------------------ | --------------------------------------------------------------------------------- | --------------------------------------------------------------------------------- | --------------------------------------------------------------------------------- | ----------------- | ----------------------------------------------------------- |
| Peter David                         | Worf’s First Adventure         | Aug. 1993                      | 1                              | Starfleet Academy              | 2                                                                                 | Worfs erstes Abenteuer                                                            | 1995                                                                              | 2357              |                                                             |
| Peter David                         | Line of Fire                   | Okt. 1993                      | 2                              | Starfleet Academy              | 3                                                                                 | Mission auf Dantar                                                                | 1995                                                                              | 2357              |                                                             |
| Peter David                         | Survival                       | Dez. 1993                      | 3                              | Starfleet Academy              | 4                                                                                 | Überleben                                                                         | 1995                                                                              | 2357              |                                                             |
| John Vornholt                       | Capture the Flag               | Juni 1994                      | 4                              | Starfleet Academy              | 9                                                                                 | Erobert die Flagge!                                                               | 1996                                                                              | 2353              |                                                             |
| V.E. Mitchell                       | Atlantis Station               | Aug. 1994                      | 5                              | Starfleet Academy              | 10                                                                                | Die Atlantis-Station                                                              | 1996                                                                              | 2353              |                                                             |
| John Vornholt                       | Generations                    | Dez. 1994                      |                                |                                | 1                                                                                 | Generationen                                                                      | 1995                                                                              | 2371, 2294        | Romanfassung des siebten Kinofilms Treffen der Generationen |
| Michael Jan Friedman                | Mystery of the Missing Crew    | Feb. 1995                      | 6                              | Starfleet Academy              | 11                                                                                | Die verschwundene Besatzung                                                       | 1996                                                                              | 2341              |                                                             |
| Michael Jan Friedman                | Secret of the Lizard People    | Apr. 1995                      | 7                              | Starfleet Academy              | 12                                                                                | Das Echsenvolk                                                                    | 1996                                                                              | 2341              |                                                             |
| Brad Strickland, Barbara Strickland | Starfall                       | Okt. 1995                      | 8                              | Starfleet Academy              | 15                                                                                | Kadett Jean-Luc Picard                                                            | 1997                                                                              | 2322/23           |                                                             |
| Brad Strickland, Barbara Strickland | Nova Command                   | Dez. 1995                      | 9                              | Starfleet Academy              | 16                                                                                | Picards erstes Kommando                                                           | 1998                                                                              | 2323              |                                                             |
| Patricia Barnes-Svarney             | Loyalties                      | Apr. 1996                      | 10                             | Starfleet Academy              | 18                                                                                | Loyalitäten                                                                       | 1999                                                                              | 2342              |                                                             |
| John Vornholt                       | Crossfire                      | Dez. 1996                      | 11                             | Starfleet Academy              |                                                                                   |                                                                                   |                                                                                   | 2353              |                                                             |
| John Vornholt                       | First Contact                  | Dez. 1996                      |                                |                                |                                                                                   |                                                                                   |                                                                                   | 2373, 2063        | Romanfassung des achten Kinofilms Der erste Kontakt         |
| Bobbi JG Weiss, David Cosy Weiss    | Breakaway                      | Apr. 1997                      | 12                             | Starfleet Academy              |                                                                                   |                                                                                   |                                                                                   | 2355              |                                                             |
| Brad Ferguson                       | The Haunted Starship           | Dez. 1997                      | 13                             | Starfleet Academy              |                                                                                   |                                                                                   |                                                                                   | 2354              |                                                             |
| Bobbi JG Weiss, David Cosy Weiss    | Deceptions                     | Apr. 1998                      | 14                             | Starfleet Academy              |                                                                                   |                                                                                   |                                                                                   | 2341              |                                                             |
| J. M. Dillard                       | Insurrection                   | Nov. 1998                      |                                |                                |                                                                                   |                                                                                   |                                                                                   | 2375              | Romanfassung des neunten Kinofilms Der Aufstand             |
| John Vornholt                       | Nemesis                        | Dez. 2002                      |                                |                                |                                                                                   |                                                                                   |                                                                                   | 2379              | Romanfassung des zehnten Kinofilms Nemesis                  |

#### Bände mit Handlungszeit nachNemesis
Siehe auch: Crossover-Geschichten mit Handlungszeit nach Nemesis
| Sprache                | Englisch                     | Englisch                    | Englisch                    |     | Deutsch    | Deutsch                            | Deutsch    | Deutsch          |                   |                                                                                      |
| Verlag                 | Pocket Books, Gallery Books  | Pocket Books, Gallery Books | Pocket Books, Gallery Books |     | Cross Cult | Cross Cult                         | Cross Cult | Cross Cult       |                   |                                                                                      |
| Autor                  | Titel                        | Veröff.                     | Miniserie                   | NiM | Nr.        | Titel                              | Veröff.    | Miniserie        | Jahr der Handlung | Bemerkung                                                                            |
| ---------------------- | ---------------------------- | --------------------------- | --------------------------- | --- | ---------- | ---------------------------------- | ---------- | ---------------- | ----------------- | ------------------------------------------------------------------------------------ |
| Michael Jan Friedman   | Death in Winter              | Sep. 2005                   |                             |     | 1          | Tod im Winter                      | Sep. 2009  |                  | 2379              |                                                                                      |
| J. M. Dillard          | Resistance                   | Aug. 2007                   |                             |     | 2          | Widerstand                         | Nov. 2009  |                  | 2380              |                                                                                      |
| Keith R. A. DeCandido  | Q & A                        | Sep. 2007                   |                             |     | 3          | Quintessenz                        | Jan. 2010  |                  | 2380              |                                                                                      |
| Peter David            | Before Dishonor              | Nov. 2007                   |                             |     | 4          | Heldentod                          | März 2010  |                  | 2380              |                                                                                      |
| Christopher L. Bennett | Greater than the Sum         | Juli 2008                   |                             |     | 5          | Mehr als die Summe                 | Mai 2010   |                  | 2380/81           |                                                                                      |
| William Leisner        | Losing the Peace             | Juni 2009                   |                             |     | 6          | Den Frieden verlieren              | März 2011  |                  | 2381              |                                                                                      |
| David A. McIntee       | Indistinguishable From Magic | März 2011                   |                             |     | 7          | Von Magie nicht zu unterscheiden   | Dez. 2013  |                  | 2383              |                                                                                      |
| David Mack             | The Persistence of Memory    | Okt. 2012                   | Cold Equations              | 1   | 8          | Die Beständigkeit der Erinnerung   | Juni 2015  | Kalte Berechnung | 2384 u. a.        |                                                                                      |
| David Mack             | Silent Weapons               | Nov. 2012                   | Cold Equations              | 2   | 9          | Lautlose Waffen                    | Juli 2015  | Kalte Berechnung | 2384              |                                                                                      |
| David Mack             | The Body Electric            | Dez. 2012                   | Cold Equations              | 3   | 10         | Diabolus ex Machina                | Aug. 2015  | Kalte Berechnung | 2384              |                                                                                      |
| James Swallow          | The Stuff of Dreams          | März 2013                   |                             |     |            | Der Stoff, aus dem die Träume sind | Dez. 2016  |                  | 2384              | Einzeln nur als E-Book. Gedruckt auch als Teil des Bandes 3 Captains, 3 Geschichten. |
| Jeffrey Lang           | The Light Fantastic          | Juni 2014                   |                             |     | 11         | Das Licht der Fantasie             | Mai 2016   |                  | 2385              |                                                                                      |
| Rudy Josephs           | Q are Cordially Uninvited    | Okt. 2014                   |                             |     |            | Q sind herzlich ausgeladen         | Feb. 2017  |                  | 2380              | Nur als E-Book.                                                                      |
| John Jackson Miller    | Takedown                     | Feb. 2015                   |                             |     | 12         | Jagd                               | März 2017  |                  | 2386              |                                                                                      |
| Dayton Ward            | Armageddon’s Arrow           | Juni 2015                   |                             |     | 13         | Der Pfeil des Schicksals           | Juni 2017  |                  | 2386              |                                                                                      |
| Dayton Ward            | Headlong Flight              | Feb. 2017                   |                             |     | 14         | Absturz                            | Mai 2019   |                  | 2386              |                                                                                      |
| Dayton Ward            | Hearts and Minds             | Mai 2017                    |                             |     | 15         | Herz und Verstand                  | Dez. 2019  |                  | 2386              |                                                                                      |
| Dayton Ward            | Available Light              | Apr. 2019                   |                             |     | 16         | Vorhandenes Licht                  | Sep. 2020  |                  | 2386              |                                                                                      |
| David Mack             | Collateral Damage            | Okt. 2019                   |                             |     | 17         | Kollateralschaden                  | Okt. 2020  |                  | 2387              |                                                                                      |

### Star Trek: Deep Space Nine
Unterschieden wird zwischen Geschichten, deren Haupthandlung vor dem Ende der Handlung der Fernsehserie stattfindet, und solchen, die nach der finalen Episode handeln. Es gibt Ausnahmen, die beide Zeitabschnitte betreffen.

#### Bände mit Handlungszeit bis Episode 176
| Autor                                          | Titel                            |
| ---------------------------------------------- | -------------------------------- |
| Judith Reeves-Stevens, Garfield Reeves-Stevens | Second Star to the Right...      |
| Kristine Kathryn Rusch                         | First Steps                      |
| Jeffrey Lang                                   | Dead Man’s Hand                  |
| Michael Jan Friedman                           | Old Souls                        |
| S. D. Perry                                    | Sins of the Mother               |
| Susan Wright                                   | Infinity                         |
| S. D. Perry, Robert Simpson                    | Allegro Ouroboros in D Minor     |
| Steven Barnes                                  | The Music Between the Notes      |
| L. A. Graf                                     | Reflections                      |
| Judith Reeves-Stevens, Garfield Reeves-Stevens | ...and straight on 'til morning. |

| Autor                           | Titel                      |
| ------------------------------- | -------------------------- |
| (anonym)                        | Revisited, Part One        |
| Kevin G. Summers                | Ha'mara                    |
| Michael A. Martin, Andy Mangels | The Orb of Opportunity     |
| Keith R. A. DeCandido           | Broken Oaths               |
| Christopher Bennett             | ...Loved I Not Honor More  |
| Terri Osborne                   | Three Sides to Every Story |
| Heather Jarman                  | The Devil You Know         |
| Jeffrey Lang                    | Foundlings                 |
| Geoffrey Thorne                 | Chiaroscuro                |
| Una McCormack                   | Face Value                 |
| Andrew J. Robinson              | The Calling                |
| (anonym)                        | Revisited, Part Two        |

#### Jugendromane
| Sprache                  | Englisch                   | Englisch                   | Englisch                   | Englisch                   |     | Deutsch                                                                           | Deutsch                                                                           | Deutsch                                                                           | Deutsch                                                                           |                   |             |
| Reihentitel              | Star Trek: Deep Space Nine | Star Trek: Deep Space Nine | Star Trek: Deep Space Nine | Star Trek: Deep Space Nine |     | Star Trek: Starfleet Kadetten (1. Auflage) Star Trek: Starfleet Academy (E-Books) | Star Trek: Starfleet Kadetten (1. Auflage) Star Trek: Starfleet Academy (E-Books) | Star Trek: Starfleet Kadetten (1. Auflage) Star Trek: Starfleet Academy (E-Books) | Star Trek: Starfleet Kadetten (1. Auflage) Star Trek: Starfleet Academy (E-Books) |                   |             |
| Autor(en)                | Buchtitel                  | Veröff.                    | Nr.                        | Miniserie                  | NiM | Nr.                                                                               | Romantitel                                                                        | Veröff.                                                                           | Miniserie                                                                         | Jahr der Handlung | Bemerkungen |
| ------------------------ | -------------------------- | -------------------------- | -------------------------- | -------------------------- | --- | --------------------------------------------------------------------------------- | --------------------------------------------------------------------------------- | --------------------------------------------------------------------------------- | --------------------------------------------------------------------------------- | ----------------- | ----------- |
| Brad Strickland          | The Star Ghost             | März 1994                  | 1                          |                            |     | 5                                                                                 | Das Sternengespenst                                                               | 1995                                                                              |                                                                                   | 2369              |             |
| Brad Strickland          | Stowaways                  | Apr. 1994                  | 2                          |                            |     | 6                                                                                 | In den Wüsten von Bajor                                                           | 1995                                                                              |                                                                                   | 2369              |             |
| John Peel                | Prisoners of Peace         | Nov. 1994                  | 3                          |                            |     | 7                                                                                 | Freiheitskämpfer                                                                  | 1995                                                                              |                                                                                   | 2370              |             |
| Mel Gilden, Ted Pedersen | The Pet                    | Dez. 1994                  | 4                          |                            |     | 8                                                                                 | Das Schoßtierchen                                                                 | 1995                                                                              |                                                                                   | 2370              |             |
| Diana G. Gallagher       | Arcade                     | Juli 1995                  | 5                          |                            |     | 13                                                                                | Arcade                                                                            | 1997                                                                              |                                                                                   | 2370              |             |
| John Peel                | Field Trip                 | Aug. 1995                  | 6                          |                            |     | 14                                                                                | Ein Trip durch das Wurmloch                                                       | 1997                                                                              |                                                                                   | 2370              |             |
| Ted Pedersen             | Gypsy World                | Feb. 1996                  | 7                          |                            |     | 17                                                                                | Zigeunerwelt                                                                      | 1998                                                                              |                                                                                   | 2370              |             |
| Kem Antilles             | Highest Score              | Juni 1996                  | 8                          |                            |     |                                                                                   |                                                                                   |                                                                                   |                                                                                   | 2370              |             |
| Mel Gilden               | Cardassian Imps            | März 1997                  | 9                          |                            |     |                                                                                   |                                                                                   |                                                                                   |                                                                                   | 2370              |             |
| Ted Pedersen             | Space Camp                 | Juni 1997                  | 10                         |                            |     |                                                                                   |                                                                                   |                                                                                   |                                                                                   | 2370              |             |
| Diana G. Gallagher       | Honor Bound                | Okt. 1997                  | 11                         | Day of Honor               | 5   | 30                                                                                | Ehrensache                                                                        | 1999                                                                              | Tag der Ehre                                                                      | 2373              |             |
| Ted Pedersen             | Trapped in Time            | Feb. 1998                  | 12                         |                            |     |                                                                                   |                                                                                   |                                                                                   |                                                                                   | 2372              |             |

#### Bände mit Handlungszeit nach Episode 176
Siehe auch: Crossover-Geschichten mit Handlungszeit nach Nemesis
| Sprache                          | Englisch                                    | Englisch                    | Englisch                             |     | Deutsch    | Deutsch                                          | Deutsch    | Deutsch                                   |                   | |
| Verlag                           | Pocket Books, Gallery Books                 | Pocket Books, Gallery Books | Pocket Books, Gallery Books          |     | Cross Cult | Cross Cult                                       | Cross Cult | Cross Cult                                |                   | |
| Autor                            | Titel                                       | Veröff.                     | Miniserie                            | NiM | Nr.        | Titel                                            | Veröff.    | Miniserie                                 | Jahr der Handlung | Bemerkung |
| -------------------------------- | ------------------------------------------- | --------------------------- | ------------------------------------ | --- | ---------- | ------------------------------------------------ | ---------- | ----------------------------------------- | ----------------- | --- |
| S. D. Perry                      | Avatar 1                                    | Mai 2001                    |                                      |     | 8-01       | Offenbarung, Buch 1                              | Okt. 2009  |                                           | 2376              | |
| S. D. Perry                      | Avatar 2                                    | Mai 2001                    |                                      |     | 8-02       | Offenbarung, Buch 2                              | Dez. 2009  |                                           | 2376              | |
| David Weddle, Jeffrey Lang       | Abyss                                       | Juli 2001                   | Section 31                           | 4   | 8-03       | Der Abgrund                                      | Apr. 2010  | Sektion 31                                | 2376              | Dieser Roman wurde auf Deutsch ursprünglich durch den Heyne Verlag erstveröffentlicht, und zwar schon im Jahr 2002 und mit der laufenden Nummer 29. Die Cross-Cult-Fassung ist eine Neuübersetzung ggü. der Heyne-Ausgabe.                  |
| Keith R. A. DeCandido            | Demons of Air and Darkness                  | Sep. 2001                   | Gateways                             | 4   | 8-04       | Dämonen der Luft und Finsternis                  | Okt. 2010  | Portale                                   | 2376              | Die deutsche Ausgabe besteht aus zwei Teilen: Der erste Teil ist die Übersetzung des englischen Romans. Der zweite, kürzere Teil und Epilog Horn und Elfenbein (Horn and Ivory) stammt aus dem Buch What Lay Beyond der Miniserie Gateways. |
| David R. George III.             | Twilight                                    | Sep. 2002                   | Mission Gamma                        | 1   | 8-05       | Zwielicht                                        | Nov. 2010  | Mission Gamma                             | 2376              | |
| Heather Jarman                   | This Gray Spirit                            | Sep. 2002                   | Mission Gamma                        | 2   | 8-06       | Dieser graue Geist                               | März 2011  | Mission Gamma                             | 2376              | |
| Michael A. Martin, Andy Mangels  | Cathedral                                   | Okt. 2002                   | Mission Gamma                        | 3   | 8-07       | Kathedrale                                       | Juni 2011  | Mission Gamma                             | 2376              | |
| Robert Simpson                   | Lesser Evil                                 | Okt. 2002                   | Mission Gamma                        | 4   | 8-08       | Das kleinere Übel                                | Sep. 2011  | Mission Gamma                             | 2376              | |
| S. D. Perry                      | Rising Son                                  | Jan. 2003                   |                                      |     | 8-09       | So der Sohn                                      | Jan. 2012  |                                           | 2376              | |
| J. G. Hertzler, Jeffrey Lang     | The Left Hand of Destiny 1                  | Apr. 2003                   |                                      |     |            |                                                  |            |                                           | 2375              | |
| J. G. Hertzler, Jeffrey Lang     | The Left Hand of Destiny 2                  | Mai 2003                    |                                      |     |            |                                                  |            |                                           | 2375              | |
| S. D. Perry                      | Unity                                       | Nov. 2003                   |                                      |     | 8-10       | Einheit                                          | Mai 2012   |                                           | 2376              | Die deutsche Ausgabe enthält auch eine Zusammenfassung der Ereignisse aus den Bänden 8.01 bis 8.09. |
| Una McCormack                    | Cardassia – The Lotus Flower                | Juni 2004                   | Worlds of Star Trek: Deep Space Nine | 1   |            | Cardassia – Die Lotusblume                       | Juli 2012  | Die Welten von Star Trek: Deep Space Nine | 2376              | |
| Heather Jarman                   | Andor – Paradigm                            | Juni 2004                   | Worlds of Star Trek: Deep Space Nine | 2   |            | Andor – Paradigma                                | Aug. 2012  | Die Welten von Star Trek: Deep Space Nine | 2376              | |
| Michael A. Martin, Andy Mangels  | Trill – Unjoined                            | Feb. 2005                   | Worlds of Star Trek: Deep Space Nine | 3   |            | Trill – Unvereinigt                              | Sep. 2012  | Die Welten von Star Trek: Deep Space Nine | 2376              | |
| J. Noah Kym                      | Bajor – Fragments and Omens                 | Feb. 2005                   | Worlds of Star Trek: Deep Space Nine | 4   |            | Bajor – Fragmente und Omen                       | Okt. 2012  | Die Welten von Star Trek: Deep Space Nine | 2376              | |
| David R. George III.             | Ferenginar – Satisfaction is Not Guaranteed | Feb. 2005                   | Worlds of Star Trek: Deep Space Nine | 5   |            | Ferenginar – Zufriedenheit wird nicht garantiert | Nov. 2012  | Die Welten von Star Trek: Deep Space Nine | 2376              | |
| Keith R. A. DeCandido            | Dominion – Olympus Descending               | Feb. 2005                   | Worlds of Star Trek: Deep Space Nine | 6   |            | Das Dominion – Fall der Götter                   | Jan. 2013  | Die Welten von Star Trek: Deep Space Nine | 2376              | |
| David Alan Mack                  | Warpath                                     | Apr. 2006                   |                                      |     | 9-01       | Kriegspfad                                       | März 2013  |                                           | 2377              | |
| Olivia Woods                     | Fearful Symmetry                            | Juli 2008                   |                                      |     | 9-02       | Entsetzliches Gleichmaß                          | Apr. 2013  |                                           | 2377 u. a.        | |
| Olivia Woods                     | The Soul Key                                | Juli 2009                   |                                      |     | 9-03       | Der Seelenschlüssel                              | Mai 2013   |                                           | 2377              | |
| Paula M. Block, Terry J. Erdmann | Lust’s Latinum Lost (and Found)             | Sep. 2014                   |                                      |     |            |                                                  |            |                                           | 2385              | Nur als E-Book. |
| Una McCormack                    | The Missing                                 | Jan. 2015                   |                                      |     |            | Misstrauen                                       | Jan. 2017  |                                           | 2385              | |
| David R. George III.             | Sacraments of Fire                          | Juli 2015                   |                                      |     |            | Sakramente des Feuers                            | Sep. 2017  |                                           | 2385              | |
| David R. George III.             | Ascendance                                  | Jan. 2016                   |                                      |     |            | Vorherrschaft                                    | März 2018  |                                           | 2385/86           | |
| Jeffrey Lang                     | Force and Motion                            | Juni 2016                   |                                      |     |            | Kraft und Bewegung                               | Juni 2018  |                                           | 2386              | |
| Paula M. Block, Terry J. Erdmann | The Rules of Accusation                     | Juli 2016                   |                                      |     |            |                                                  |            |                                           | 2385              | Nur als E-Book. |
| David R. George III.             | The Long Mirage                             | März 2017                   |                                      |     |            | Lichter im Dunkel                                | Aug. 2019  |                                           | 2386              | |
| Una McCormack                    | Enigma Tales                                | Juni 2017                   |                                      |     |            | Mysterien                                        | März 2020  |                                           | 2386              | |
| David R. George III.             | Original Sin                                | Sep. 2017                   | Gamma                                |     |            | Ursünde                                          | Apr. 2020  | Gamma                                     | 2385              | |
| Paula M. Block, Terry J. Erdmann | I, The Constable                            | Nov. 2017                   |                                      |     |            |                                                  |            |                                           | 2385              | Nur als E-Book. |
| Alex White                       | Revenant                                    | Dez. 2021                   |                                      |     |            |                                                  |            |                                           |                   | |

### Star Trek: Voyager
Unterschieden wird zwischen Geschichten mit Haupthandlungszeit bis zur finalen Episode der Fernsehserie und solchen, die nach dem Ende der Fernsehserienhandlung stattfinden.

#### Bände mit Handlungszeit bis Episode 172
| Sprache                                                        | Englisch                    | Englisch                | Englisch     | Englisch            |     | Deutsch      | Deutsch                   | Deutsch      | Deutsch      |                   | |
| Verlag                                                         | Pocket Books                | Pocket Books            | Pocket Books | Pocket Books        |     | Heyne Verlag | Heyne Verlag              | Heyne Verlag | Heyne Verlag |                   | |
| Autor                                                          | Nr.                         | Titel                   | Veröff.      | Miniserie           | NiM | Nr.          | Titel                     | Veröff.      | Miniserie    | Jahr der Handlung | Bemerkung |
| -------------------------------------------------------------- | --------------------------- | ----------------------- | ------------ | ------------------- | --- | ------------ | ------------------------- | ------------ | ------------ | ----------------- | --- |
| L. A. Graf                                                     | 1                           | Caretaker               | Feb. 1995    |                     |     | 1            | Der Beschützer            | 1995         |              | 2371              | Romanfassung des Pilotfilms Der Fürsorger |
| Dean Wesley Smith, Kristine Kathryn Rusch                      | 2                           | The Escape              | Mai 1995     |                     |     | 2            | Die Flucht                | 1996         |              | 2371              | |
| Nathan Archer                                                  | 3                           | Ragnarok                | Juli 1995    |                     |     | 3            | Ragnarök                  | 1996         |              | 2371              | |
| Susan Wright                                                   | 4                           | Violations              | Sep. 1995    |                     |     | 4            | Verletzungen              | 1996         |              | 2371              | |
| John Gregory Betancourt                                        | 5                           | Incident at Arbuk       | Nov. 1995    |                     |     | 5            | Der Arbuk-Zwischenfall    | 1996         |              | 2371              | |
| Christie Golden                                                | 6                           | The Murdered Sun        | Feb. 1996    |                     |     | 6            | Die ermordete Sonne       | 1997         |              | 2371              | |
| Mark A. Garland, Charles G. McGraw                             | 7                           | Ghost of a Chance       | Apr. 1996    |                     |     | 7            | Geisterhafte Visionen     | 1997         |              | 2372              | |
| S. N. Lewitt                                                   | 8                           | Cybersong               | Juni 1996    |                     |     | 8            | Cybersong                 | 1997         |              | 2372              | |
| Dafydd ab Hugh                                                 | 9                           | The Final Fury          | Aug. 1996    | Invasion            | 4   | 9            | Die Raserei des Endes     | 1997         | Invasion     | 2371              | |
| Jeri Taylor                                                    |                             | Mosaic                  | Okt. 1996    |                     |     | 11           | Mosaik                    | 1998         |              | 2372              | |
| Diane Carey                                                    |                             | Flashback               | Okt. 1996    |                     |     |              |                           |              |              | 2373              | Romanfassung der Episode Tuvoks Flashback (Staffel 3) |
| Karen Haber                                                    | 10                          | Bless the Beasts        | Dez. 1996    |                     |     | 10           | Segnet die Tiere          | 1997         |              | 2372              | |
| Melissa Scott                                                  | 11                          | The Garden              | Feb. 1997    |                     |     | 12           | Der Garten                | 1998         |              | 2372              | |
| David Niall Wilson                                             | 12                          | Chrysalis               | März 1997    |                     |     | 13           | Puppen                    | 1998         |              | 2372              | |
| Greg Cox                                                       | 13                          | The Black Shore         | Mai 1997     |                     |     | 14           | Das schwarze Ufer         | 1999         |              | 2372              | |
| Michael Jan Friedman                                           |                             | Her Klingon Soul        | Okt. 1997    | Day of Honor        | 3   | 15           | Ihre klingonische Seele   | 1999         | Tag der Ehre | 2372              | |
| Michael Jan Friedman                                           |                             | Day of Honor            | Nov. 1997    |                     |     |              |                           |              |              | 2374              | Romanfassung der Episode Tag der Ehre (Staffel 4) |
| Christie Golden                                                | 14                          | Marooned                | Dez. 1997    |                     |     | 16           | Gestrandet                | 2000         |              | 2373              | |
| Dean Wesley Smith, Kristine Kathryn Rusch, Nina Kiriki Hoffman | 15                          | Echoes                  | Jan. 1998    |                     |     | 17           | Echos                     | 2000         |              | 2373              | |
| Diane Carey                                                    |                             | Fire Ship               | Juli 1998    | The Captain’s Table | 4   |              |                           |              |              | 2374              | |
| Jeri Taylor                                                    |                             | Pathways                | Aug. 1998    |                     |     | 20           | Schicksalspfade           | 2002         |              | 2374              | |
| Christie Golden                                                | 16                          | Seven of Nine           | Sep. 1998    |                     |     | 18           | Seven of Nine             | 2000         |              | 2374              | |
| Eric Kotani, Dean Wesley Smith                                 | 17                          | Death of a Neutron Star | März 1999    |                     |     | 19           | Tod eines Neutronensterns | 2002         |              | 2375              | |
| Dave Galanter, Greg Brodeur                                    | 18                          | Battle Lines            | Mai 1999     |                     |     | 22           | Frontlinien               | 2003         |              | 2375              | |
| Diane Carey                                                    |                             | Equinox                 | Okt. 1999    |                     |     |              |                           |              |              | 2375/76           | Romanfassung der Doppelepisode Equinox (Staffeln 5 und 6) |
| Christie Golden                                                | 19                          | Cloak and Dagger        | Nov. 2000    | Dark Matters        | 1   |              |                           |              |              | 2376              | |
| Christie Golden                                                | 20                          | Ghost Dance             | Nov. 2000    | Dark Matters        | 2   |              |                           |              |              | 2376              | |
| Christie Golden                                                | 21                          | Shadow of Heaven        | Dez. 2000    | Dark Matters        | 3   |              |                           |              |              | 2376              | |
| Dean Wesley Smith, Kristine Kathryn Rusch                      |                             | Shadow                  | Juni 2001    | Section 31          | 2   | 21           | Der Schatten              | 2002         | Sektion 31   | 2375              | |
| Diane Carey                                                    |                             | Endgame                 | Juli 2001    |                     |     |              | Endspiel                  | 2001         |              | 2377              | Romanfassung der finalen Doppelepisode Endspiel |
| Christie Golden                                                |                             | No Man’s Land           | Okt. 2001    | Gateways            | 5   |              |                           |              |              | 2376              | |
| Steven Piziks                                                  |                             | The Nanotech War        | Nov. 2002    |                     |     |              |                           |              |              | 2377              | |
| Jeffrey Lang                                                   |                             | Cohesion                | Juli 2005    | String Theory       | 1   |              |                           |              |              | 2374              | |
| Marco Palmieri (Hrsg.)                                         |                             | Distant Shores          | Nov. 2005    |                     |     |              |                           |              |              | 2371–78           | Enthält 13 Kurzgeschichten. \| Autor \| Titel \| \| --------------------- \| --------------------------- \| \| Heather Jarman \| Da Capo al Fine \| \| Robert Greenberger \| Command Code \| \| Kim Sheard \| Winds of Change \| \| Jeffrey Lang \| Talent Night \| \| Keith R. A. DeCandido \| Letting Go \| \| James Swallow \| Closure \| \| Robert T. Jeschonek \| The Secret Heart of Zolaluz \| \| Kirsten Beyer \| Isabo’s Shirt \| \| Christopher Bennett \| Brief Candle \| \| Terri Osborne \| Eighteen Minutes \| \| Geoffrey Thorne \| Or the Tiger \| \| Ilsa J. Bick \| Bottomless \| |
| Kirsten Beyer                                                  |                             | Fusion                  | Nov. 2005    | String Theory       | 2   |              |                           |              |              | 2375              | |
| Heather Jarman                                                 |                             | Evolution               | März 2006    | String Theory       | 3   |              |                           |              |              | 2375              | |
| Autor                                                          | Titel                       |                         |              |                     |     |              |                           |              |              |                   | |
| Heather Jarman                                                 | Da Capo al Fine             |                         |              |                     |     |              |                           |              |              |                   | |
| Robert Greenberger                                             | Command Code                |                         |              |                     |     |              |                           |              |              |                   | |
| Kim Sheard                                                     | Winds of Change             |                         |              |                     |     |              |                           |              |              |                   | |
| Jeffrey Lang                                                   | Talent Night                |                         |              |                     |     |              |                           |              |              |                   | |
| Keith R. A. DeCandido                                          | Letting Go                  |                         |              |                     |     |              |                           |              |              |                   | |
| James Swallow                                                  | Closure                     |                         |              |                     |     |              |                           |              |              |                   | |
| Robert T. Jeschonek                                            | The Secret Heart of Zolaluz |                         |              |                     |     |              |                           |              |              |                   | |
| Kirsten Beyer                                                  | Isabo’s Shirt               |                         |              |                     |     |              |                           |              |              |                   | |
| Christopher Bennett                                            | Brief Candle                |                         |              |                     |     |              |                           |              |              |                   | |
| Terri Osborne                                                  | Eighteen Minutes            |                         |              |                     |     |              |                           |              |              |                   | |
| Geoffrey Thorne                                                | Or the Tiger                |                         |              |                     |     |              |                           |              |              |                   | |
| Ilsa J. Bick                                                   | Bottomless                  |                         |              |                     |     |              |                           |              |              |                   | |

#### Jugendromane
| Sprache                             | Englisch           | Englisch           | Englisch           | Englisch           |                   |             |
| Reihentitel                         | Star Trek: Voyager | Star Trek: Voyager | Star Trek: Voyager | Star Trek: Voyager |                   |             |
| Autor(en)                           | Buchtitel          | Veröff.            | NiM                | Miniserie          | Jahr der Handlung | Bemerkungen |
| ----------------------------------- | ------------------ | ------------------ | ------------------ | ------------------ | ----------------- | ----------- |
| Bobbi JG Weiss, David Cody Weiss    | Lifeline           | Aug. 1997          | 1                  | Starfleet Academy  | 2353              |             |
| Diana G. Gallagher, Martin R. Burke | The Chance Factor  | Sep. 1997          | 2                  | Starfleet Academy  | 2353              |             |
| Patricia Barnes-Svarney             | Quarantine         | Okt. 1997          | 3                  | Starfleet Academy  | 2353              |             |

#### Bände mit Handlungszeit nach Episode 172
Die von Kirsten Beyer verfassten Romane dieser Reihe werden zusammenfassend auch als Full Circle-Serie bezeichnet.
| Sprache         | Englisch                    | Englisch                    | Englisch                    |     | Deutsch    | Deutsch                               | Deutsch              | Deutsch    |                   |                                                              |
| Verlag          | Pocket Books, Gallery Books | Pocket Books, Gallery Books | Pocket Books, Gallery Books |     | Cross Cult | Cross Cult                            | Cross Cult           | Cross Cult |                   |                                                              |
| Autor           | Titel                       | Veröff.                     | Miniserie                   | NiM | Nr.        | Titel                                 | Veröff.              | Miniserie  | Jahr der Handlung | Bemerkung                                                    |
| --------------- | --------------------------- | --------------------------- | --------------------------- | --- | ---------- | ------------------------------------- | -------------------- | ---------- | ----------------- | ------------------------------------------------------------ |
| Christie Golden | Homecoming                  | Juni 2003                   |                             |     | 1          | Heimkehr                              | Okt. 2013            |            | 2377/78           |                                                              |
| Christie Golden | The Farther Shore           | Juli 2003                   |                             |     | 2          | Ferne Ufer                            | Nov. 2013            |            | 2378              |                                                              |
| Christie Golden | Old Wounds                  | Nov. 2004                   | Spirit Walk                 | 1   | 3          | Alte Wunden                           | Mai 2014             | Geistreise | 2378              |                                                              |
| Christie Golden | Enemy of My Enemy           | Dez. 2004                   | Spirit Walk                 | 2   | 4          | Der Feind meines Feindes              | Juni 2014            | Geistreise | 2378              |                                                              |
| Kirsten Beyer   | Full Circle                 | März 2009                   |                             |     | 5          | Projekt Full Circle                   | Okt. 2014            |            | 2378–81           |                                                              |
| Kirsten Beyer   | Unworthy                    | Sep. 2009                   |                             |     | 6          | Unwürdig                              | März 2015            |            | 2381              |                                                              |
| Kirsten Beyer   | Children of the Storm       | Mai 2011                    |                             |     | 7          | Kinder des Sturms                     | Sep. 2015            |            | 2381              |                                                              |
| Kirsten Beyer   | The Eternal Tide            | Aug. 2012                   |                             |     | 8          | Ewige Gezeiten                        | Apr. 2016            |            | 2381              |                                                              |
| Kirsten Beyer   | Protectors                  | Jan. 2014                   |                             |     | 9          | Bewahrer                              | Okt. 2016            |            | 2381/82           |                                                              |
| Kirsten Beyer   | Acts of Contrition          | Okt. 2014                   |                             |     | 10         | Erbsünde                              | Apr. 2017            |            | 2382              |                                                              |
| Kirsten Beyer   | Atonement                   | Sep. 2015                   |                             |     | 11         | Sühne                                 | Jan. 2018            |            | 2382              |                                                              |
| Kirsten Beyer   | A Pocket Full of Lies       | Feb. 2016                   |                             |     | 12, 13     | Kleine Lügen erhalten die Feindschaft | Jan. 2019, März 2019 |            | 2382              | Für die deutsche Veröffentlichung auf zwei Bände aufgeteilt. |
| Kirsten Beyer   | Architects of Infinity      | März 2018                   |                             |     | 14, 15     | Architekten der Unendlichkeit         | Feb. 2020, Mai 2020  |            | 2382              | Für die deutsche Veröffentlichung auf zwei Bände aufgeteilt. |
| Kirsten Beyer   | To Lose the Earth           | Okt. 2020                   |                             |     | 16, 17     | Das Streben nach mehr                 | Okt. 2021, Dez. 2021 |            | 2382              | Für die deutsche Veröffentlichung auf zwei Bände aufgeteilt. |

### Star Trek: New Frontier
Mit Ausnahme des Kurzgeschichtenbandes No Limits wurden die Titel dieser Reihe alle von Peter David verfasst. In Deutschland veröffentlichte der Heyne Verlag die ersten acht nummerierten Teile erstmals, und zwar von 1999 bis 2002 unter dem Reihentitel Die neue Grenze. 2011 begann der Verlag Cross Cult die Reihe unter dem Original-Reihentitel zu veröffentlichen und vergab dafür – trotz identischer Übersetzung der Romane – teilweise andere Romantitel. Die ersten vier Romane der Reihe fassten sowohl Heyne als auch Cross Cult in zwei Bänden mit je zwei Romanen und nur einem Titel zusammen.
| Sprache                     | Englisch                                                            | Englisch                                                                                   | Englisch                    | Englisch                    |     | Deutsch                    | Deutsch                    | Deutsch                    | Deutsch                 | Deutsch                 | Deutsch                 | Deutsch                 |                   | |
| Verlag                      | Pocket Books, Gallery Books                                         | Pocket Books, Gallery Books                                                                | Pocket Books, Gallery Books | Pocket Books, Gallery Books |     | Heyne Verlag               | Heyne Verlag               | Heyne Verlag               | Cross Cult              | Cross Cult              | Cross Cult              | Cross Cult              |                   | |
| Reihentitel                 | Star Trek: New Frontier                                             | Star Trek: New Frontier                                                                    | Star Trek: New Frontier     | Star Trek: New Frontier     |     | Star Trek: Die neue Grenze | Star Trek: Die neue Grenze | Star Trek: Die neue Grenze | Star Trek: New Frontier | Star Trek: New Frontier | Star Trek: New Frontier | Star Trek: New Frontier |                   | |
| Autor                       | Nr.                                                                 | Buchtitel                                                                                  | Veröff.                     | Miniserie                   | NiM | Nr.                        | Buchtitel                  | Veröff.                    | Nr.                     | Buchtitel               | Veröff.                 | Miniserie               | Jahr der Handlung | Bemerkungen |
| --------------------------- | ------------------------------------------------------------------- | ------------------------------------------------------------------------------------------ | --------------------------- | --------------------------- | --- | -------------------------- | -------------------------- | -------------------------- | ----------------------- | ----------------------- | ----------------------- | ----------------------- | ----------------- | --- |
| Peter David                 | 1                                                                   | House of Cards                                                                             | Juli 1997                   |                             |     | 1                          | Captain Calhoun            | 1999                       | 1                       | Kartenhaus              | Jan. 2011               |                         | 2373              | |
| Peter David                 | 2                                                                   | Into the Void                                                                              | Juli 1997                   |                             |     | 1                          | Captain Calhoun            | 1999                       | 1                       | Kartenhaus              | Jan. 2011               |                         | 2373              | |
| Peter David                 | 3                                                                   | The Two-Front War                                                                          | Aug. 1997                   |                             |     | 2                          | U.S.S. Excalibur           | 2000                       | 2                       | Zweifrontenkrieg        | Jan. 2011               |                         | 2373              | |
| Peter David                 | 4                                                                   | End Game                                                                                   | Aug. 1997                   |                             |     | 2                          | U.S.S. Excalibur           | 2000                       | 2                       | Zweifrontenkrieg        | Jan. 2011               |                         | 2373              | |
| Peter David                 | 5                                                                   | Martyr                                                                                     | März 1998                   |                             |     | 3                          | Märtyrer                   | 2001                       | 3                       | Märtyrer                | Jan. 2011               |                         | 2373              | |
| Peter David                 | 6                                                                   | Fire on High                                                                               | Apr. 1998                   |                             |     | 4                          | Die Waffe                  | 2001                       | 4                       | Die Waffe               | Mai 2011                |                         | 2374              | |
| Peter David                 |                                                                     | Once Burned                                                                                | Okt. 1998                   | The Captain's Table         | 5   |                            |                            |                            |                         | Gebranntes Kind         | Aug. 2011               | The Captain's Table     | 2374              | |
| Peter David                 | 7                                                                   | The Quiet Place                                                                            | Nov. 1999                   |                             |     | 5                          | Die Hunde des Krieges      | 2002                       | 5                       | Ort der Stille          | Nov. 2012               |                         | 2376              | |
| Peter David                 | 8                                                                   | Dark Allies                                                                                | Nov. 1999                   |                             |     | 6                          | Dunkle Verbündete          | 2002                       | 6                       | Finstere Verbündete     | Feb. 2013               |                         | 2376              | |
| Peter David                 | 9                                                                   | Requiem                                                                                    | Sep. 2000                   | Excalibur                   | 1   |                            |                            |                            | 7                       | Requiem                 | Apr. 2013               | Excalibur               | 2376              | |
| Peter David                 | 10                                                                  | Renaissance                                                                                | Sep. 2000                   | Excalibur                   | 2   |                            |                            |                            | 8                       | Renaissance             | Juli 2013               | Excalibur               | 2376              | |
| Peter David                 | 11                                                                  | Restoration                                                                                | Nov. 2000                   | Excalibur                   | 3   |                            |                            |                            | 9                       | Restauration            | Okt. 2013               | Excalibur               | 2376              | |
| Peter David                 |                                                                     | Cold Wars                                                                                  | Okt. 2001                   | Gateways                    | 6   |                            |                            |                            | 10                      | Kalte Kriege            | Jan. 2014               | Portale                 | 2376              | |
| Peter David                 | 12                                                                  | Being Human                                                                                | Nov. 2001                   |                             |     |                            |                            |                            | 11                      | Menschsein              | Nov. 2014               |                         | 2376              | |
| Peter David                 |                                                                     | Gods Above                                                                                 | Okt. 2003                   |                             |     |                            |                            |                            | 12                      | Mehr als Götter         | Apr. 2015               |                         | 2376              | |
| Peter David                 |                                                                     | Stone and Anvil                                                                            | Okt. 2003                   |                             |     |                            |                            |                            | 13                      | Stein und Amboss        | Mai 2015                |                         | 2376              | |
| Peter David (Hrsg.)         |                                                                     | No Limits                                                                                  | Okt. 2003                   |                             |     |                            |                            |                            |                         | Grenzenlos              | Apr. 2016               |                         | versch.           | Enthält 18 Kurzgeschichten. \| Autor \| Englischer Titel \| Deutscher Titel \| \| --------------------------- \| ------------------------------------------------------------------- \| ------------------------------------------------------------------------------------------ \| \| Dayton Ward \| Loose Ends \| Problemlösung \| \| Loren L. Coleman \| All That Glisters... \| Es ist nicht alles Gold… \| \| David Alan Mack \| Waiting for G'Doh, or, How I Learned to Stop Moving and Hate People \| Warten auf G’Doh – oder: Wie ich lernte, mich nicht mehr zu bewegen und Menschen zu hassen \| \| Robert Greenberger \| Lefler's Logs \| Leflers Logbücher \| \| Ilsa J. Bick \| Alice, On the Edge of Night \| Alice, am Rande der Nacht \| \| Keith R. A. DeCandido \| Revelations \| Enthüllungen \| \| Josepha Sherman \| Turning Point \| Wendepunkt \| \| Terri Osborne \| Q'uandary \| Quadratur des Kreises \| \| Robert T. Jeschonek \| Oil and Water \| Öl und Wasser \| \| Christina F. York \| Singularity \| Singularität \| \| Kevin Dilmore \| The Road to Edos \| Die Straße nach Edos \| \| Peg Robinson \| A Lady of Xenex \| Eine Dame von Xenex \| \| Mary Scott-Wiecek \| Making a Difference \| Etwas bewirken \| \| Allyn Gibson \| Performance Appraisal \| Leistungsbewertung \| \| Glenn Hauman, Lisa Sullivan \| Redemption \| Erlösung \| \| Susan Shwartz \| Out of the Frying Pan \| Vom Regen in die… \| \| Susan Wright \| Through the Looking Glass \| Hinter den Spiegeln \| \| Peter David \| A Little Getaway \| Ein kleiner Ausflug \| |
| Peter David                 |                                                                     | After the Fall                                                                             | Nov. 2004                   |                             |     |                            |                            |                            | 14                      | Neue Zeiten             | Nov. 2016               |                         | 2379              | |
| Peter David                 |                                                                     | Missing in Action                                                                          | Feb. 2006                   |                             |     |                            |                            |                            | 15                      | Vermisst                | Aug. 2017               |                         | 2379              | |
| Peter David                 |                                                                     | Treason                                                                                    | Apr. 2009                   |                             |     |                            |                            |                            | 16                      | Hochverrat              | Mai 2018                |                         | 2380              | |
| Peter David                 |                                                                     | Blind Man's Bluff                                                                          | Apr. 2011                   |                             |     |                            |                            |                            | 17                      | Mörderisches Spiel      | Apr. 2019               |                         | 2380              | |
| Peter David                 |                                                                     | The Returned                                                                               | Juli 2015 – Sep. 2015       |                             | 1–3 |                            |                            |                            |                         | Rückkehr                | Sep. 2022               |                         | 2380              | Ursprünglich nur als E-Books. Im deutschsprachigen Raum sind die drei Bücher zuerst als Einzelausgaben Rückkehr 1bis Rückkehr 3 erschienen, im September erschien eine Gesamtausgabe. |
| Autor                       | Englischer Titel                                                    | Deutscher Titel                                                                            |                             |                             |     |                            |                            |                            |                         |                         |                         |                         |                   | |
| Dayton Ward                 | Loose Ends                                                          | Problemlösung                                                                              |                             |                             |     |                            |                            |                            |                         |                         |                         |                         |                   | |
| Loren L. Coleman            | All That Glisters...                                                | Es ist nicht alles Gold…                                                                   |                             |                             |     |                            |                            |                            |                         |                         |                         |                         |                   | |
| David Alan Mack             | Waiting for G'Doh, or, How I Learned to Stop Moving and Hate People | Warten auf G’Doh – oder: Wie ich lernte, mich nicht mehr zu bewegen und Menschen zu hassen |                             |                             |     |                            |                            |                            |                         |                         |                         |                         |                   | |
| Robert Greenberger          | Lefler's Logs                                                       | Leflers Logbücher                                                                          |                             |                             |     |                            |                            |                            |                         |                         |                         |                         |                   | |
| Ilsa J. Bick                | Alice, On the Edge of Night                                         | Alice, am Rande der Nacht                                                                  |                             |                             |     |                            |                            |                            |                         |                         |                         |                         |                   | |
| Keith R. A. DeCandido       | Revelations                                                         | Enthüllungen                                                                               |                             |                             |     |                            |                            |                            |                         |                         |                         |                         |                   | |
| Josepha Sherman             | Turning Point                                                       | Wendepunkt                                                                                 |                             |                             |     |                            |                            |                            |                         |                         |                         |                         |                   | |
| Terri Osborne               | Q'uandary                                                           | Quadratur des Kreises                                                                      |                             |                             |     |                            |                            |                            |                         |                         |                         |                         |                   | |
| Robert T. Jeschonek         | Oil and Water                                                       | Öl und Wasser                                                                              |                             |                             |     |                            |                            |                            |                         |                         |                         |                         |                   | |
| Christina F. York           | Singularity                                                         | Singularität                                                                               |                             |                             |     |                            |                            |                            |                         |                         |                         |                         |                   | |
| Kevin Dilmore               | The Road to Edos                                                    | Die Straße nach Edos                                                                       |                             |                             |     |                            |                            |                            |                         |                         |                         |                         |                   | |
| Peg Robinson                | A Lady of Xenex                                                     | Eine Dame von Xenex                                                                        |                             |                             |     |                            |                            |                            |                         |                         |                         |                         |                   | |
| Mary Scott-Wiecek           | Making a Difference                                                 | Etwas bewirken                                                                             |                             |                             |     |                            |                            |                            |                         |                         |                         |                         |                   | |
| Allyn Gibson                | Performance Appraisal                                               | Leistungsbewertung                                                                         |                             |                             |     |                            |                            |                            |                         |                         |                         |                         |                   | |
| Glenn Hauman, Lisa Sullivan | Redemption                                                          | Erlösung                                                                                   |                             |                             |     |                            |                            |                            |                         |                         |                         |                         |                   | |
| Susan Shwartz               | Out of the Frying Pan                                               | Vom Regen in die…                                                                          |                             |                             |     |                            |                            |                            |                         |                         |                         |                         |                   | |
| Susan Wright                | Through the Looking Glass                                           | Hinter den Spiegeln                                                                        |                             |                             |     |                            |                            |                            |                         |                         |                         |                         |                   | |
| Peter David                 | A Little Getaway                                                    | Ein kleiner Ausflug                                                                        |                             |                             |     |                            |                            |                            |                         |                         |                         |                         |                   | |

### Star Trek: Challenger
Den Ausgangspunkt zu dieser Hauptreihe bildet der sechste Band Challenger der Miniserie New Earth, die auf Englisch erstmals innerhalb der Hauptreihe TOS erschien.
|             | Englisch  | Englisch  | Englisch  |     |                   |                                                                                                   |
| Autorin     | Buchtitel | Veröff.   | Miniserie | NiM | Jahr der Handlung | Bemerkung                                                                                         |
| ----------- | --------- | --------- | --------- | --- | ----------------- | ------------------------------------------------------------------------------------------------- |
| Diane Carey | Chainmail | Aug. 2001 | Gateways  | 2   | 2275              | Geschichte wird in der betreffenden Kurzgeschichte von Band 7 der Gateways-Miniserie fortgesetzt. |

### Star Trek: Corps of Engineers
Diese beiden Reihen spielen hauptsächlich in den 2370er Jahren und wurden bei Pocket Books zunächst nur als E-Books erstveröffentlicht. Auf Deutsch erscheint die Reihe bei Cross Cult seit 2014 ebenfalls als E-Books. S.C.E. steht für Starfleet Corps of Engineers.

#### Star Trek: S.C.E.
Die Geschichten dieser Reihe erscheinen zusätzlich zu den E-Book-Erstveröffentlichungen in 13 gedruckten Sammelbänden.
| Sprache                                | Sprache     | Englisch                       | Englisch          | Englisch          | Englisch          | Deutsch                           | Deutsch                       |                                                                                            |
| Verlag                                 | Verlag      | Pocket Books                   | Pocket Books      | Pocket Books      | Pocket Books      | Cross Cult                        | Cross Cult                    |                                                                                            |
| Reihentitel                            | Reihentitel | Star Trek: S.C.E.              | Star Trek: S.C.E. | Star Trek: S.C.E. | Star Trek: S.C.E. | Star Trek: Corps of Engineers     | Star Trek: Corps of Engineers |                                                                                            |
| Autor(en)                              | Nr.         | Titel                          | Veröff.           | Miniserie         | NiM               | Titel                             | Veröff.                       | Bemerkungen                                                                                |
| -------------------------------------- | ----------- | ------------------------------ | ----------------- | ----------------- | ----------------- | --------------------------------- | ----------------------------- | ------------------------------------------------------------------------------------------ |
| Dean Wesley Smith                      | 1           | The Belly of the Beast         | Aug. 2000         |                   |                   | In der Höhle des Löwen            | Apr. 2014                     |                                                                                            |
| Keith R. A. DeCandido                  | 2           | Fatal Error                    | Sep. 2000         |                   |                   | Schwerer Fehler                   | Juni 2014                     |                                                                                            |
| Christie Golden                        | 3           | Hard Crash                     | Okt. 2000         |                   |                   | Bruchlandung                      | Aug. 2014                     |                                                                                            |
| Dayton Ward, Kevin Dilmore             | 4           | Interphase, Part One           | März 2001         |                   |                   | Interphase I                      | Okt. 2014                     |                                                                                            |
| Dayton Ward, Kevin Dilmore             | 5           | Interphase, Part Two           | Apr. 2001         |                   |                   | Interphase II                     | Nov. 2014                     |                                                                                            |
| Keith R. A. DeCandido                  | 6           | Cold Fusion                    | Juli 2001         |                   |                   | Kalte Fusion                      | Dez. 2014                     | Diese Geschichte verbindet die DS9-Romane Offenbarung, Buch 2 und Der Abgrund miteinander. |
| David Alan Mack, Keith R. A. DeCandido | 7           | Invincible, Part One           | Aug. 2001         |                   |                   | Unbesiegbar I                     | Jan. 2015                     |                                                                                            |
| David Alan Mack, Keith R. A. DeCandido | 8           | Invincible, Part Two           | Sep. 2001         |                   |                   | Unbesiegbar II                    | Feb. 2015                     |                                                                                            |
| Aaron Rosenberg                        | 9           | The Riddled Post               | Okt. 2001         |                   |                   | Der Außenposten                   | März 2015                     |                                                                                            |
| Keith R. A. DeCandido                  | 10          | Here There Be Monsters         | Nov. 2001         | Gateways          | Epilog            | Achtung, Monster!                 | Apr. 2015                     |                                                                                            |
| Dave Galanter, Greg Brodeur            | 11          | Ambush                         | Dez. 2001         |                   |                   | Der Hinterhalt                    | Mai 2015                      |                                                                                            |
| Scott Ciencin, Dan Jolley              | 12          | Some Assembly Required         | Jan. 2002         |                   |                   | Schritt für Schritt               | Juni 2015                     |                                                                                            |
| Jeff Mariotte                          | 13          | No Surrender                   | Feb. 2002         |                   |                   | Niemals aufgeben!                 | Juli 2015                     |                                                                                            |
| Ian Edginton, Mike Collins             | 14          | Caveat Emptor                  | März 2002         |                   |                   | Gewährleistungsausschluss         | Aug. 2015                     |                                                                                            |
| Robert Greenberger                     | 15          | Past Life                      | Apr. 2002         |                   |                   | Ferne Vergangenheit               | Sep. 2015                     |                                                                                            |
| Glenn Hauman                           | 16          | Oaths                          | Mai 2002          |                   |                   | Der hippokratische Eid            | Okt. 2015                     |                                                                                            |
| Dayton Ward, Kevin Dilmore             | 17          | Foundations, Book One          | Juni 2002         |                   |                   | Fundamente I                      | Nov. 2015                     |                                                                                            |
| Dayton Ward, Kevin Dilmore             | 18          | Foundations, Book Two          | Juli 2002         |                   |                   | Fundamente II                     | Dez. 2015                     |                                                                                            |
| Dayton Ward, Kevin Dilmore             | 19          | Foundations, Book Three        | Aug. 2002         |                   |                   | Fundamente III                    | Jan. 2016                     |                                                                                            |
| J. Steven York, Christina F. York      | 20          | Enigma Ship                    | Sep. 2002         |                   |                   | Rätselhaftes Schiff               | Apr. 2016                     |                                                                                            |
| Keith R. A. DeCandido                  | 21          | War Stories, Book 1            | Okt. 2002         |                   |                   | Kriegsgeschichten I               | Mai 2016                      |                                                                                            |
| Keith R. A. DeCandido                  | 22          | War Stories, Book 2            | Nov. 2002         |                   |                   | Kriegsgeschichten II              | Juni 2016                     |                                                                                            |
| David Alan Mack                        | 23          | Wildfire, Book 1               | Dez. 2002         |                   |                   | Feuersturm I                      | Juli 2016                     |                                                                                            |
| David Alan Mack                        | 24          | Wildfire, Book 2               | Jan. 2003         |                   |                   | Feuersturm II                     | Aug. 2016                     |                                                                                            |
| Dayton Ward, Kevin Dilmore             | 25          | Home Fires                     | Feb. 2003         |                   |                   | Die Hinterlassenschaft des Feuers | Okt. 2016                     |                                                                                            |
| Scott Ciencin                          | 26          | Age of Unreason                | März 2003         |                   |                   | Zeitalter der Unvernunft          | Nov. 2016                     |                                                                                            |
| Heather Jarman                         | 27          | Balance of Nature              | Apr. 2003         |                   |                   | Natürliches Gleichgewicht         | Dez. 2016                     |                                                                                            |
| Keith R. A. DeCandido                  | 28          | Breakdowns                     | Mai 2003          |                   |                   | Zusammenbrüche                    | Jan. 2017                     |                                                                                            |
| Christopher L. Bennett                 | 29          | Aftermath                      | Juni 2003         |                   |                   |                                   |                               |                                                                                            |
| Michael A. Martin, Andy Mangels        | 30          | Ishtar Rising, Book 1          | Juli 2003         |                   |                   |                                   |                               |                                                                                            |
| Michael A. Martin, Andy Mangels        | 31          | Ishtar Rising, Book 2          | Aug. 2003         |                   |                   |                                   |                               |                                                                                            |
| Robert Greenberger                     | 32          | Buying Time                    | Sep. 2003         |                   |                   |                                   |                               |                                                                                            |
| Aaron Rosenberg                        | 33          | Collective Hindsight, Book One | Okt. 2003         |                   |                   |                                   |                               |                                                                                            |
| Aaron Rosenberg                        | 34          | Collective Hindsight, Book Two | Nov. 2003         |                   |                   |                                   |                               |                                                                                            |
| Loren L. Coleman, Randall N. Bills     | 35          | The Demon, Book 1              | Dez. 2003         |                   |                   |                                   |                               |                                                                                            |
| Loren L. Coleman, Randall N. Bills     | 36          | The Demon, Book 2              | Jan. 2004         |                   |                   |                                   |                               |                                                                                            |
| Allyn Gibson                           | 37          | Ring Around the Sky            | Feb. 2004         |                   |                   |                                   |                               |                                                                                            |
| Kevin Killiany                         | 38          | Orphans                        | März 2004         |                   |                   |                                   |                               |                                                                                            |
| Dayton Ward, Kevin Dilmore             | 39          | Grand Designs                  | Apr. 2004         |                   |                   |                                   |                               |                                                                                            |
| David Alan Mack                        | 40          | Failsafe                       | Mai 2004          |                   |                   |                                   |                               |                                                                                            |
| Dave Galanter                          | 41          | Bitter Medicine                | Juni 2004         |                   |                   |                                   |                               |                                                                                            |
| Paul Kupperberg                        | 42          | Sargasso Sector                | Juli 2004         |                   |                   |                                   |                               |                                                                                            |
| John S. Drew                           | 43          | Paradise Interrupted           | Aug. 2004         |                   |                   |                                   |                               |                                                                                            |
| Dayton Ward, Kevin Dilmore             | 44          | Where Time Stands Still        | Sep. 2004         |                   |                   |                                   |                               |                                                                                            |
| Glenn Greenberg                        | 45          | The Art of the Deal            | Okt. 2004         |                   |                   |                                   |                               |                                                                                            |
| J. Steven York, Christina F. York      | 46          | Spin                           | Nov. 2004         |                   |                   |                                   |                               |                                                                                            |
| Glenn Hauman, Aaron Rosenberg          | 47          | Creative Couplings, Book 1     | Dez. 2004         |                   |                   |                                   |                               |                                                                                            |
| Glenn Hauman, Aaron Rosenberg          | 48          | Creative Couplings, Book 2     | Jan. 2005         |                   |                   |                                   |                               |                                                                                            |
| David Alan Mack                        | 49          | Small World                    | Feb. 2005         |                   |                   |                                   |                               |                                                                                            |
| Terri Osborne                          | 50          | Malefictorum                   | März 2005         |                   |                   |                                   |                               |                                                                                            |
| Ilsa J. Bick                           | 51          | Lost Time                      | Apr. 2005         |                   |                   |                                   |                               |                                                                                            |
| John J. Ordover                        | 52          | Identity Crisis                | Mai 2005          |                   |                   |                                   |                               |                                                                                            |
| Cory Rushton                           | 53          | Fables of the Prime Directive  | Juni 2005         |                   |                   |                                   |                               |                                                                                            |
| Keith R. A. DeCandido                  | 54          | Security                       | Juli 2005         |                   |                   |                                   |                               |                                                                                            |
| Ilsa J. Bick                           | 55          | Wounds, Book 1                 | Aug. 2005         |                   |                   |                                   |                               |                                                                                            |
| Ilsa J. Bick                           | 56          | Wounds, Book 2                 | Sep. 2005         |                   |                   |                                   |                               |                                                                                            |
| William Leisner                        | 57          | Out of the Cocoon              | Okt. 2005         |                   |                   |                                   |                               |                                                                                            |
| Kevin Killiany                         | 58          | Honor                          | Nov. 2005         |                   |                   |                                   |                               |                                                                                            |
| Phaedra M. Weldon                      | 59          | Blackout                       | Dez. 2005         |                   |                   |                                   |                               |                                                                                            |
| Robert T. Jeschonek                    | 60          | The Cleanup                    | Jan. 2006         |                   |                   |                                   |                               |                                                                                            |
| Terri Osborne                          | 61          | Progress                       | Feb. 2006         | What’s Past       | 1                 |                                   |                               |                                                                                            |
| Steve Mollmann, Michael Schuster       | 62          | The Future Begins              | März 2006         | What’s Past       | 2                 |                                   |                               |                                                                                            |
| Richard C. White                       | 63          | Echoes of Coventry             | Apr. 2006         | What’s Past       | 3                 |                                   |                               |                                                                                            |
| Dayton Ward, Kevin Dilmore             | 64          | Distant Early Warning          | Mai 2006          | What’s Past       | 4                 |                                   |                               |                                                                                            |
| Heather Jarman                         | 65          | 10 is Better Than 01           | Juni 2006         | What’s Past       | 5                 |                                   |                               |                                                                                            |
| Keith R. A. DeCandido                  | 66          | Many Splendors                 | Juli 2006         | What’s Past       | 6                 |                                   |                               |                                                                                            |

| \| Sprache \| Sprache \| Englisch \| Englisch \| Deutsch \| Deutsch \| \| Reihentitel \| Reihentitel \| Star Trek: S.C.E. (Band 1 bis 7), Star Trek: Corps of Engineers (Band 8 bis 13) \| Star Trek: S.C.E. (Band 1 bis 7), Star Trek: Corps of Engineers (Band 8 bis 13) \| Star Trek: Corps of Engineers \| Star Trek: Corps of Engineers \| \| Nr. \| Episoden \| Titel \| Veröff. \| Titel \| Veröff. \| \| ----------- \| ----------- \| ------------------------------------------------------------------------------- \| ------------------------------------------------------------------------------- \| -------------------------------- \| ----------------------------- \| \| 1 \| 1–4 \| Have Tech, Will Travel \| 2002 \| Die Ingenieure der Sternenflotte \| 2015 \| \| 2 \| 5–8 \| Miracle Workers \| 2002 \| Heimliche Helden \| 2016 \| \| 3 \| 9–12 \| Some Assembly Required \| 2003 \| Wunder dauern etwas länger \| 2016 \| \| 4 \| 13–16 \| No Surrender \| 2004 \| Unmögliches ist unser Metier \| 2018 \| \| 5 \| 17–19 \| Foundations \| 2005 \| Fundamente \| \| \| 6 \| 20–24 \| Wildfire \| 2005 \| \| \| \| 7 \| 25–28 \| Breakdowns \| 2006 \| \| \| \| 8 \| 29–36 \| Aftermath \| 2007 \| \| \| \| 9 \| 37–42 \| Grand Designs \| 2007 \| \| \| \| 10 \| 43–49 \| Creative Couplings \| 2008 \| \| \| \| 11 \| 50–56 \| Wounds \| 2008 \| \| \| \| 12 \| 57–60 \| Out of the Cocoon \| 2010 \| \| \| \| 13 \| 61–66 \| What’s Past \| 2010 \| \| \| |             |                                                                                 |                                                                                 |                                  |                               |
| Sprache | Sprache     | Englisch                                                                        | Englisch                                                                        | Deutsch                          | Deutsch                       |
| Reihentitel | Reihentitel | Star Trek: S.C.E. (Band 1 bis 7), Star Trek: Corps of Engineers (Band 8 bis 13) | Star Trek: S.C.E. (Band 1 bis 7), Star Trek: Corps of Engineers (Band 8 bis 13) | Star Trek: Corps of Engineers    | Star Trek: Corps of Engineers |
| Nr. | Episoden    | Titel                                                                           | Veröff.                                                                         | Titel                            | Veröff.                       |
| 1 | 1–4         | Have Tech, Will Travel                                                          | 2002                                                                            | Die Ingenieure der Sternenflotte | 2015                          |
| 2 | 5–8         | Miracle Workers                                                                 | 2002                                                                            | Heimliche Helden                 | 2016                          |
| 3 | 9–12        | Some Assembly Required                                                          | 2003                                                                            | Wunder dauern etwas länger       | 2016                          |
| 4 | 13–16       | No Surrender                                                                    | 2004                                                                            | Unmögliches ist unser Metier     | 2018                          |
| 5 | 17–19       | Foundations                                                                     | 2005                                                                            | Fundamente                       |                               |
| 6 | 20–24       | Wildfire                                                                        | 2005                                                                            |                                  |                               |
| 7 | 25–28       | Breakdowns                                                                      | 2006                                                                            |                                  |                               |
| 8 | 29–36       | Aftermath                                                                       | 2007                                                                            |                                  |                               |
| 9 | 37–42       | Grand Designs                                                                   | 2007                                                                            |                                  |                               |
| 10 | 43–49       | Creative Couplings                                                              | 2008                                                                            |                                  |                               |
| 11 | 50–56       | Wounds                                                                          | 2008                                                                            |                                  |                               |
| 12 | 57–60       | Out of the Cocoon                                                               | 2010                                                                            |                                  |                               |
| 13 | 61–66       | What’s Past                                                                     | 2010                                                                            |                                  |                               |

#### Star Trek: Corps of Engineers
Diese Bände sind noch nicht auf Deutsch erschienen.
|                            | Englisch                            | Englisch  |
| Autor(en)                  | Buchtitel                           | Veröff.   |
| -------------------------- | ----------------------------------- | --------- |
| Dayton Ward, Kevin Dilmore | Turn the Page                       | Dez. 2006 |
| Robert Greenberger         | Troubleshooting                     | Dez. 2006 |
| Jeff D. Jacques            | The Light                           | Jan. 2007 |
| Glenn Greenberg            | The Art of the Comeback             | Mai 2007  |
| Phaedra M. Weldon          | Signs from Heaven                   | Juni 2007 |
| Ilsa J. Bick               | Ghost                               | Juli 2007 |
| Terri Osborne              | Remembrance of Things Past, Book I  | Sep. 2007 |
| Terri Osborne              | Remembrance of Things Past, Book II | Nov. 2007 |

### Star Trek: Enterprise
Die englischen Erstveröffentlichungen erschienen bis 2003 unter dem Reihentitel Enterprise, ab 2004 unter dem Reihentitel Star Trek: Enterprise. Der deutsche Heyne Verlag verwendete für seine Erstveröffentlichungen den erstgenannten Titel, Cross Cult den zweitgenannten.

#### Bände mit Handlungszeit vor dem Ende der Fernsehserienhandlung
Unter diesen Bänden gibt es keinen, der Bestandteil einer Miniserie ist.
| Sprache                                   | Englisch                                               | Englisch                                               | Deutsch      | Deutsch                 | Deutsch      |                   |                                                                                |
| Verlag                                    | Pocket Books                                           | Pocket Books                                           | Heyne Verlag | Heyne Verlag            | Heyne Verlag |                   |                                                                                |
| Reihentitel                               | Enterprise (bis 2003), Star Trek: Enterprise (ab 2004) | Enterprise (bis 2003), Star Trek: Enterprise (ab 2004) | Enterprise   | Enterprise              | Enterprise   |                   |                                                                                |
| Autor                                     | Titel                                                  | Veröff.                                                | Nr.          | Titel                   | Veröff.      | Jahr der Handlung | Bemerkung                                                                      |
| ----------------------------------------- | ------------------------------------------------------ | ------------------------------------------------------ | ------------ | ----------------------- | ------------ | ----------------- | ------------------------------------------------------------------------------ |
| Diane Carey                               | Broken Bow                                             | Okt. 2001                                              | 1            | Aufbruch ins Unbekannte | 2002         | 2151              | Romanfassung des Pilotfilms Aufbruch ins Unbekannte                            |
| Dean Wesley Smith, Kristine Kathryn Rusch | By the Book                                            | Jan. 2002                                              | 2            | Das Rätsel der Fazi     | 2002         | 2151              |                                                                                |
| Paul Ruditis                              | Shockwave                                              | Okt. 2002                                              |              |                         |              | 2152              | Romanfassung der Doppelepisode Die Schockwelle (Staffeln 1 und 2)              |
| Dave Stern                                | What Price Honor?                                      | Nov. 2002                                              | 3            | Der Preis der Ehre      | 2003         | 2151/52           |                                                                                |
| J. M. Dillard                             | Surak’s Soul                                           | März 2003                                              | 4            | Suraks Seele            | 2003         | 2152              |                                                                                |
| J. M. Dillard                             | The Expanse                                            | Okt. 2003                                              |              |                         |              | 2153              | Romanfassung der Episoden Die Ausdehnung (Staffel 2) und Die Xindi (Staffel 3) |
| Dave Stern                                | Daedalus                                               | Dez. 2003                                              |              |                         |              | 2153              |                                                                                |
| Dave Stern                                | Daedalus’s Children                                    | Mai 2004                                               |              |                         |              | 2153              |                                                                                |
| Dave Stern                                | Rosetta                                                | Feb. 2006                                              |              |                         |              | 2154/55           |                                                                                |

#### Relaunch-Bände
Mit diesen Bänden wird die Handlung der Fernsehserie Star Trek: Enterprise nach ihrem Ende fortgesetzt. Die Romane spielen nach dem Ende der Fernsehserie; eine Ausnahme hiervon bildet der erste Band Das höchste Maß an Hingabe, dessen Haupthandlung zwischen der ersten und zweiten Episode der dritten Staffel spielt. In der Rahmenhandlung dagegen wird der Tod Tuckers am Ende der vierten Staffel für nichtig erklärt – ein Umstand, auf dem alle folgenden Bände des Relaunchs basieren.
Die Bücher der Miniserie Rise of the Federation erscheinen auf Deutsch – im Gegensatz zur englischen Erstveröffentlichung – ohne den Bestandteil Enterprise im Reihentitel.
| Sprache                         | Englisch                    | Englisch                    | Englisch                    |     | Deutsch               | Deutsch                            | Deutsch               | Deutsch                |                   |                                                              |
| Verlag                          | Pocket Books, Gallery Books | Pocket Books, Gallery Books | Pocket Books, Gallery Books |     | Cross Cult            | Cross Cult                         | Cross Cult            | Cross Cult             |                   |                                                              |
| Reihentitel                     | Star Trek: Enterprise       | Star Trek: Enterprise       | Star Trek: Enterprise       |     | Star Trek: Enterprise | Star Trek: Enterprise              | Star Trek: Enterprise | Star Trek: Enterprise  |                   |                                                              |
| Autor                           | Titel                       | Veröff.                     | Miniserie                   | NiM | Nr.                   | Titel                              | Veröff.               | Miniserie              | Jahr der Handlung | Bemerkung                                                    |
| ------------------------------- | --------------------------- | --------------------------- | --------------------------- | --- | --------------------- | ---------------------------------- | --------------------- | ---------------------- | ----------------- | ------------------------------------------------------------ |
| Andy Mangels, Michael A. Martin | Last Full Measure           | Mai 2006                    |                             |     | 1                     | Das höchste Maß an Hingabe         | Apr. 2011             |                        | 2153              |                                                              |
| Andy Mangels, Michael A. Martin | The Good That Men Do        | März 2007                   |                             |     | 2                     | Was Menschen Gutes tun             | Dez. 2011             |                        | 2155              |                                                              |
| Andy Mangels, Michael A. Martin | Kobayashi Maru              | Aug. 2008                   |                             |     | 3                     | Kobayashi Maru                     | Feb. 2014             |                        | 2155              |                                                              |
| Michael A. Martin               | Beneath the Raptor’s Wing   | Okt. 2009                   | The Romulan War             | 1   | 4, 5                  | Unter den Schwingen des Raubvogels | Aug. 2014             | Der romulanische Krieg | 2155/56           | Für die deutsche Veröffentlichung auf zwei Bände aufgeteilt. |
| Michael A. Martin               | To Brave the Storm          | Okt. 2011                   | The Romulan War             | 2   | 6                     | Die dem Sturm trotzen              | Feb. 2015             | Der romulanische Krieg | 2156–61           |                                                              |
| Christopher L. Bennett          | A Choice of Futures         | Juni 2013                   | Rise of the Federation      | 1   |                       | Am Scheideweg                      | Mai 2017              | Rise of the Federation | 2162/63           |                                                              |
| Christopher L. Bennett          | Tower of Babel              | März 2014                   | Rise of the Federation      | 2   |                       | Turm zu Babel                      | Juni 2017             | Rise of the Federation | 2163/64           |                                                              |
| Christopher L. Bennett          | Uncertain Logic             | Apr. 2015                   | Rise of the Federation      | 3   |                       | Zweifelhafte Logik                 | Apr. 2018             | Rise of the Federation | 2165              |                                                              |
| Christopher L. Bennett          | Live by the Code            | Apr. 2016                   | Rise of the Federation      | 4   |                       | Prinzipientreue                    | Feb. 2019             | Rise of the Federation | 2165              |                                                              |
| Christopher L. Bennett          | Patterns of Interference    | Aug. 2017                   | Rise of the Federation      | 5   |                       | Interferenz                        | Nov. 2019             | Rise of the Federation | 2165/66           |                                                              |

### Star Trek: Klingon Empire
Die Romane dieser Reihe wurden alle von Keith R. A. DeCandido verfasst und sind noch nicht auf Deutsch erschienen. Nach dem dritten Band wurde der englische Reihentitel von I.K.S. Gorkon in Klingon Empire geändert.
|                       | Englisch | Englisch          | Englisch  |                   |
| Autor                 | Nr.      | Buchtitel         | Veröff.   | Jahr der Handlung |
| --------------------- | -------- | ----------------- | --------- | ----------------- |
| Keith R. A. DeCandido | 1        | A Good Day to Die | Nov. 2003 | 2376              |
| Keith R. A. DeCandido | 2        | Honor Bound       | Dez. 2003 | 2376              |
| Keith R. A. DeCandido | 3        | Enemy Territory   | März 2005 | 2376              |
| Keith R. A. DeCandido | 4        | A Burning House   | Feb. 2008 | 2376              |

### Star Trek: Titan
Siehe auch: Crossover-Geschichten mit Handlungszeit nach Nemesis
Auf Deutsch erschienen diese Bände im Verlag Cross Cult.
| Sprache                         | Englisch           | Englisch     | Deutsch    | Deutsch              | Deutsch    |                   |                                                                                      |
| Verlag                          | Pocket Books       | Pocket Books | Cross Cult | Cross Cult           | Cross Cult |                   |                                                                                      |
| Autor(en)                       | Titel              | Veröff.      | Nr.        | Titel                | Veröff.    | Jahr der Handlung | Bemerkung                                                                            |
| ------------------------------- | ------------------ | ------------ | ---------- | -------------------- | ---------- | ----------------- | ------------------------------------------------------------------------------------ |
| Michael A. Martin, Andy Mangels | Taking Wing        | Apr. 2005    | 1          | Eine neue Ära        | Nov. 2008  | 2379/80           |                                                                                      |
| Michael A. Martin, Andy Mangels | The Red King       | Okt. 2005    | 2          | Der Rote König       | März 2009  | 2380              |                                                                                      |
| Christopher L. Bennett          | Orion’s Hounds     | Jan. 2006    | 3          | Die Hunde des Orion  | Mai 2009   | 2380              |                                                                                      |
| Geoffrey Thorne                 | Sword of Damocles  | Dez. 2007    | 4          | Schwert des Damokles | Aug. 2009  | 2380              |                                                                                      |
| Christopher L. Bennett          | Over a Torrent Sea | Feb. 2009    | 5          | Stürmische See       | Dez. 2010  | 2381              |                                                                                      |
| James Swallow                   | Synthesis          | Okt. 2009    | 6          | Synthese             | Aug. 2011  | 2381              |                                                                                      |
| Michael A. Martin               | Fallen Gods        | Juli 2012    | 7          | Gefallene Götter     | Juli 2014  | 2382              |                                                                                      |
| John Jackson Miller             | Absent Enemies     | Feb. 2014    |            | Abwesende Feinde     | Juli 2016  | 2385              | Einzeln nur als E-Book. Gedruckt auch als Teil des Bandes 3 Captains, 3 Geschichten. |
| James Swallow                   | Sight Unseen       | Okt. 2015    |            | Aus der Dunkelheit   | Nov. 2017  | 2386              |                                                                                      |
| David Alan Mack                 | Fortune of War     | Nov. 2017    |            | Kriegsglück          | Aug. 2020  |                   |                                                                                      |

### Star Trek: Vanguard
Auf Deutsch erschienen diese Bände im Verlag Cross Cult.
|                            | Englisch               | Englisch                     | Deutsch | Deutsch              | Deutsch   |                   | |
| Autor(en)                  | Titel                  | Veröff.                      | Nr.     | Titel                | Veröff.   | Jahr der Handlung | Bemerkungen |
| -------------------------- | ---------------------- | ---------------------------- | ------- | -------------------- | --------- | ----------------- | --- |
| David Alan Mack            | Harbinger              | Aug. 2005                    | 1       | Der Vorbote          | Feb. 2008 | 2265              | |
| Dayton Ward, Kevin Dilmore | Summon the Thunder     | Juni 2006                    | 2       | Rufe den Donner      | Apr. 2008 | 2265              | |
| David Alan Mack            | Reap the Whirlwind     | Mai 2007                     | 3       | Ernte den Sturm      | Juni 2008 | 2265              | |
| Dayton Ward                | Open Secrets           | Apr. 2009                    | 4       | Offene Geheimnisse   | Juni 2009 | 2266/67           | |
| David Alan Mack            | Precipice              | Nov. 2009                    | 5       | Vor dem Fall         | Feb. 2010 | 2267              | |
| versch.                    | Declassified           | Juni 2011                    | 6       | Enthüllungen         | Juni 2011 | versch.           | Enthält vier separate Geschichten. \| Autor \| Englischer Titel \| Deutscher Titel \| \| --------------- \| ---------------------- \| ---------------------------- \| \| Dayton Ward \| Almost Tomorrow \| Beinahe Morgen \| \| Kevin Dilmore \| Hard News \| Schlechte Nachrichten \| \| Marco Palmieri \| The Ruins of Noble Men \| Die letzten edlen Männer \| \| David Alan Mack \| The Stars Look Down \| Und die Sterne blicken herab \| |
| Dayton Ward, Kevin Dilmore | What Judgments Come    | Sep. 2011                    | 7       | Das jüngste Gericht  | Juli 2012 | 2268–70           | |
| David Alan Mack            | Storming Heaven        | März 2012                    | 8       | Sturm auf den Himmel | Sep. 2012 | 2268–70           | |
| Dayton Ward                | In Tempest’s Wake      | Okt. 2012                    |         | Spuren des Sturms    | Jan. 2014 | 2269              | Nur als E-Book. |
| Autor                      | Englischer Titel       | Deutscher Titel              |         |                      |           |                   | |
| Dayton Ward                | Almost Tomorrow        | Beinahe Morgen               |         |                      |           |                   | |
| Kevin Dilmore              | Hard News              | Schlechte Nachrichten        |         |                      |           |                   | |
| Marco Palmieri             | The Ruins of Noble Men | Die letzten edlen Männer     |         |                      |           |                   | |
| David Alan Mack            | The Stars Look Down    | Und die Sterne blicken herab |         |                      |           |                   | |

### Star Trek: Excelsior
Diese Reihe handelt von Captain Sulu an Bord der U.S.S. Excelsior.
|                                 | Englisch       | Englisch  |                   |           |
| Autor                           | Buchtitel      | Veröff.   | Jahr der Handlung | Bemerkung |
| ------------------------------- | -------------- | --------- | ----------------- | --------- |
| Michael A. Martin, Andy Mangels | Forged in Fire | Dez. 2007 | 2289/90           |           |

### Star Trek (Handlung im Kelvin-Zeitstrahl)
Diese Bände spielen in dem alternativen Zeitstrahl, der im elften Kinofilm Star Trek geschaffen wurde und seit 2016 Kelvin-Zeitstrahl heißt.
| Sprache          | Englisch                    | Englisch                    | Deutsch                 | Deutsch    |                   |                                                             |
| Verlag           | Pocket Books, Gallery Books | Pocket Books, Gallery Books | Cross Cult              | Cross Cult |                   |                                                             |
| Autor            | Titel                       | Veröff.                     | Titel                   | Veröff.    | Jahr der Handlung | Bemerkung                                                   |
| ---------------- | --------------------------- | --------------------------- | ----------------------- | ---------- | ----------------- | ----------------------------------------------------------- |
| Alan Dean Foster | Star Trek                   | Mai 2009                    | Star Trek               | Mai 2009   | 2258/33           | Romanfassung des elften Kinofilms Star Trek                 |
| Alan Dean Foster | Star Trek Into Darkness     | Mai 2013                    | Star Trek Into Darkness | Mai 2013   | 2259              | Romanfassung des zwölften Kinofilms Star Trek Into Darkness |
| Alan Dean Foster | The Unsettling Stars        | Apr. 2020                   |                         |            |                   | Ursprünglicher Titel: Refugees                              |
| David Alan Mack  | More Beautiful than Death   | Aug. 2020                   |                         |            |                   |                                                             |

| Sprache      | Englisch                    | Englisch                    | Englisch                    |     | Deutsch            | Deutsch    | Deutsch           |                   |           |
| Verlag       | Pocket Books, Gallery Books | Pocket Books, Gallery Books | Pocket Books, Gallery Books |     | Cross Cult         | Cross Cult | Cross Cult        |                   |           |
| Autor        | Titel                       | Veröff.                     | Miniserie                   | NiM | Titel              | Veröff.    | Miniserie         | Jahr der Handlung | Bemerkung |
| ------------ | --------------------------- | --------------------------- | --------------------------- | --- | ------------------ | ---------- | ----------------- | ----------------- | --------- |
| Rick Barba   | The Delta Anomaly           | Nov. 2010                   | Starfleet Academy           | 1   | Die Delta-Anomalie | März 2012  | Starfleet Academy | 2250er            |           |
| Rudy Josephs | The Edge                    | Dez. 2010                   | Starfleet Academy           | 2   | Die Grenze         | Juli 2012  | Starfleet Academy | 2250er            |           |
| Rick Barba   | The Gemini Agent            | Juni 2011                   | Starfleet Academy           | 3   | Der Gemini-Agent   | Mai 2016   | Starfleet Academy | 2250er            |           |
| Alan Gratz   | The Assassination Game      | Juni 2012                   | Starfleet Academy           | 4   | Das Attentatsspiel | Juni 2016  | Starfleet Academy | 2250er            |           |

### Star Trek: Department of Temporal Investigations
Diese Romane sind noch nicht auf Deutsch erschienen.
|                        | Englisch           | Englisch  |                   |                 |
| Autor                  | Buchtitel          | Veröff.   | Jahr der Handlung | Bemerkung       |
| ---------------------- | ------------------ | --------- | ----------------- | --------------- |
| Christopher L. Bennett | Watching the Clock | Apr. 2011 | 2381/82, 2364–76  |                 |
| Christopher L. Bennett | Forgotten History  | Apr. 2012 | 2383, 2266–75     |                 |
| Christopher L. Bennett | The Collectors     | Dez. 2014 | 2384              | Nur als E-Book. |
| Christopher L. Bennett | Time Lock          | Sep. 2016 | 2384              | Nur als E-Book. |
| Christopher L. Bennett | Shield of the Gods | Juni 2017 | 2385              | Nur als E-Book. |

### Star Trek: Seekers
| Sprache                    | Sprache | Englisch            | Englisch     | Deutsch        | Deutsch    |                   |           |
| Verlag                     | Verlag  | Pocket Books        | Pocket Books | Cross Cult     | Cross Cult |                   |           |
| Autor(en)                  | Nr.     | Buchtitel           | Veröff.      | Buchtitel      | Veröff.    | Jahr der Handlung | Bemerkung |
| -------------------------- | ------- | ------------------- | ------------ | -------------- | ---------- | ----------------- | --------- |
| David Alan Mack            | 1       | Second Nature       | Juli 2014    | Zweite Natur   | Okt. 2017  | 2269              |           |
| Dayton Ward, Kevin Dilmore | 2       | Point of Divergence | Aug. 2014    | Divergenzpunkt | Nov. 2017  | 2269              |           |
| David Alan Mack            | 3       | Long Shot           | Aug. 2015    |                |            | 2269              |           |
| Dayton Ward, Kevin Dilmore | 4       | All That’s Left     | Nov. 2015    |                |            | 2269              |           |

### Star Trek: Prometheus
Diese Trilogie stammt von den deutschen Autoren Bernd Perplies und Christian Humberg. Sie erschien 2016 bei Cross Cult, englisch übersetzt ab November 2017 bei Titan Books.
|                                   | Deutsch | Deutsch                  | Deutsch   |                   |           |
| Autor(en)                         | Nr.     | Buchtitel                | Veröff.   | Jahr der Handlung | Bemerkung |
| --------------------------------- | ------- | ------------------------ | --------- | ----------------- | --------- |
| Bernd Perplies, Christian Humberg | 1       | Feuer gegen Feuer        | Juli 2016 | 2385              |           |
| Bernd Perplies, Christian Humberg | 2       | Der Ursprung allen Zorns | Aug. 2016 | 2385              |           |
| Bernd Perplies, Christian Humberg | 3       | Ins Herz des Chaos       | Sep. 2016 | 2385              |           |

### Star Trek: Discovery
| Sprache             | Englisch             | Englisch     | Deutsch              | Deutsch    |                   |           |
| Verlag              | Pocket Books         | Pocket Books | Cross Cult           | Cross Cult |                   |           |
| Autor               | Buchtitel            | Veröff.      | Buchtitel            | Veröff.    | Jahr der Handlung | Bemerkung |
| ------------------- | -------------------- | ------------ | -------------------- | ---------- | ----------------- | --------- |
| David Alan Mack     | Desperate Hours      | Sep. 2017    | Gegen die Zeit       | Sep. 2017  | 2255              |           |
| Dayton Ward         | Drastic Measures     | Feb. 2018    | Drastische Maßnahmen | Feb. 2018  | 2246              |           |
| James Swallow       | Fear Itself          | Juni 2018    | Die Furcht an sich   | Juli 2018  | 2252              |           |
| Una McCormack       | The Way to the Stars | Jan. 2019    |                      |            | ?                 |           |
| John Jackson Miller | The Enterprise War   | Juli 2019    | Der Enterprise-Krieg | Dez. 2019  | 2256              |           |
| Dave Gallanter      | Dead Endless         | Dez. 2019    | Der ewige Ort        | Apr. 2022  | ?                 |           |
| John Jackson Miller | Die Standing         | Juli 2020    |                      |            | 2233              |           |
| Una McCormack       | Wonderlands          | Mai 2021     |                      |            | ?                 |           |
| Dayton Ward         | Somewhere to Belong  | Mai 2023     |                      |            | ?                 |           |

### Star Trek: Picard
| Sprache                     | Englisch           | Englisch     | Deutsch                         | Deutsch    |                   |                          |
| Verlag                      | Pocket Books       | Pocket Books | Cross Cult                      | Cross Cult |                   |                          |
| Autor                       | Buchtitel          | Veröff.      | Buchtitel                       | Veröff.    | Jahr der Handlung | Bemerkung                |
| --------------------------- | ------------------ | ------------ | ------------------------------- | ---------- | ----------------- | ------------------------ |
| Una McCormack               | The Last Best Hope | Feb. 2020    | Die Letzte und einzige Hoffnung | Feb. 2020  | 2381–2385         |                          |
| James Swallow               | The Dark Veil      | Jan. 2021    | Der dunkle Schleier             | Nov. 2021  | 2386              |                          |
| John Jackson Miller         | Rogue Elements     | Aug. 2021    | Schwarze Schafe                 | Mai 2022   | 2391              |                          |
| Kirsten Beyer, Mike Johnson | No Man's Land      | Feb. 2022    |                                 |            |                   | Als Hörspiel erschienen. |
| Una McCormack               | Second Self        | Sep. 2022    | Zweites Ich                     | März 2023  | 2399              |                          |
| David Alan Mack             | Firewall           | Feb. 2024    |                                 |            |                   |                          |

### Star Trek: Prodigy
| Sprache               | Englisch          | Englisch        | Deutsch                 | Deutsch   |                   |           |
| Verlag                | Simon Spotlight   | Simon Spotlight | Crocu                   | Crocu     |                   |           |
| Autor                 | Buchtitel         | Veröff.         | Buchtitel               | Veröff.   | Jahr der Handlung | Bemerkung |
| --------------------- | ----------------- | --------------- | ----------------------- | --------- | ----------------- | --------- |
| Cassandra Rose Clarke | A Dangerous Trade | Jan. 2023       | Ein gefährlicher Handel | Juli 2023 |                   |           |
| Robb Pearlman         | Supernova         | Jan. 2023       | Supernova               | Juli 2023 |                   |           |
| Cassandra Rose Clarke | Escape Route      | Aug. 2023       |                         |           |                   |           |

### Star Trek: Strange New Worlds
Diese Romane adaptieren die Fernsehserie Star Trek: Strange New Worlds. Die Buchreihe ist nicht zu verwechseln mit der gleichnamigen Kurzgeschichten-Anthologie-Buchreihe.
| Sprache             | Englisch         | Englisch     | Deutsch   | Deutsch |                   |           |
| Verlag              | Pocket Books     | Pocket Books | ?         | ?       |                   |           |
| Autor               | Buchtitel        | Veröff.      | Buchtitel | Veröff. | Jahr der Handlung | Bemerkung |
| ------------------- | ---------------- | ------------ | --------- | ------- | ----------------- | --------- |
| John Jackson Miller | The High Country | Feb. 2023    |           |         |                   |           |

## Bände ohne eine bestimmte Hauptreihe
Diese Bände erschienen ursprünglich in mehr als einer Hauptreihe oder in keiner bestimmten Hauptreihe.

### Monografien
Diese Bände beinhalten je eine Geschichte.

#### Allgemein
Diese Romane spielen entweder vor dem Kinofilm Nemesis oder – im Falle von The Needs of the Many – im 25. Jahrhundert.
| Sprache                                        | Englisch                                            | Englisch                                            | Englisch                                            |     | Deutsch        | Deutsch      | Betroffene Hauptreihen | Betroffene Hauptreihen | Betroffene Hauptreihen | Betroffene Hauptreihen |                   |                                                                            |
| Verlag                                         | Pocket Books, Gallery Books, Simon & Schuster Audio | Pocket Books, Gallery Books, Simon & Schuster Audio | Pocket Books, Gallery Books, Simon & Schuster Audio |     | Heyne Verlag   | Heyne Verlag | Betroffene Hauptreihen | Betroffene Hauptreihen | Betroffene Hauptreihen | Betroffene Hauptreihen |                   |                                                                            |
| Autor                                          | Titel                                               | Veröff.                                             | Miniserie                                           | NiM | Titel          | Veröff.      | TOS                    | TNG                    | DS9                    | VOY                    | Jahr der Handlung | Bemerkung                                                                  |
| ---------------------------------------------- | --------------------------------------------------- | --------------------------------------------------- | --------------------------------------------------- | --- | -------------- | ------------ | ---------------------- | ---------------------- | ---------------------- | ---------------------- | ----------------- | -------------------------------------------------------------------------- |
| Judith Reeves-Stevens, Garfield Reeves-Stevens | Federation                                          | Nov. 1994                                           |                                                     |     | Die Föderation | 2000         | ●                      | ●                      |                        |                        | 2267, 2366        | In der Heyne-Neuauflage 2014 im Rahmen von The Next Generation erschienen. |
| Dean Wesley Smith, Kristine Kathryn Rusch      | Klingon                                             | Mai 1996                                            |                                                     |     |                |              |                        | ●                      | ●                      |                        | 2370              | Adaption des Videospiels Star Trek: Klingon                                |
| Hillary Bader                                  | Klingon                                             | Dez. 1996                                           |                                                     |     |                |              |                        |                        |                        |                        | 24. Jh.           | Adaption des Videospiels Star Trek: Klingon. Nur als Hörbuch.              |
| Hillary Bader                                  | Borg                                                | Dez. 1996                                           |                                                     |     |                |              |                        |                        |                        |                        | 24. Jh.           | Nur als Hörbuch.                                                           |
| Diane Carey                                    | Starfleet Academy                                   | Juni 1997                                           |                                                     |     |                |              |                        |                        |                        |                        | 2280er            | Adaption des Videospiels Star Trek: Starfleet Academy                      |
| Josepha Sherman, Susan Shwartz                 | Vulcan’s Heart                                      | Juli 1999                                           |                                                     |     |                |              |                        |                        |                        |                        | 2329/44           |                                                                            |
| Susan Wright                                   | The Badlands, Books One                             | Dez. 1999                                           |                                                     |     | Die Badlands 1 | 1999         | ●                      | ●                      |                        |                        | 23./24. Jh.       | Als E-Book bei Heyne innerhalb der Hauptreihe TOS erschienen.              |
| Susan Wright                                   | The Badlands, Book Two                              | Dez. 1999                                           |                                                     |     | Die Badlands 2 | 1999         |                        |                        | ●                      | ●                      | 2371              | Als E-Book bei Heyne innerhalb der Hauptreihe DS9 erschienen.              |
| Cecelia Fannon                                 | Spock vs. Q                                         | Nov. 1999                                           |                                                     |     |                |              |                        |                        |                        |                        | 20. Jh.           | Nur als Hörspiel.                                                          |
| Cecelia Fannon                                 | Spock vs. Q: The Sequel                             | Dez. 2000                                           |                                                     |     |                |              |                        |                        |                        |                        | 20. Jh.           | Nur als Hörspiel.                                                          |
| Susan Wright                                   | Dark Passions, Book One                             | Jan. 2001                                           |                                                     |     |                |              |                        | ●                      | ●                      | ●                      | vor 2371          |                                                                            |
| Susan Wright                                   | Dark Passions, Book Two                             | Jan. 2001                                           |                                                     |     |                |              |                        | ●                      | ●                      | ●                      | vor 2371          |                                                                            |
| Keith R. A. DeCandido                          | The Brave and the Bold, Book One                    | Dez. 2002                                           |                                                     |     |                |              | ●                      |                        | ●                      |                        | 2151, 2266, 2370  | Dieser Band ist zusätzlich ein Crossover mit Enterprise.                   |
| Keith R. A. DeCandido                          | The Brave and the Bold, Book Two                    | Dez. 2002                                           |                                                     |     |                |              |                        | ●                      |                        | ●                      | 2371/76           |                                                                            |
| Michael Jan Friedman                           | Gauntlet                                            | Mai 2002                                            | Stargazer                                           | 1   |                |              |                        |                        |                        |                        | 2333              |                                                                            |
| Michael Jan Friedman                           | Progenitor                                          | Mai 2002                                            | Stargazer                                           | 2   |                |              |                        | ●                      |                        |                        | 2333              |                                                                            |
| Michael Jan Friedman                           | Three                                               | Aug. 2003                                           | Stargazer                                           | 3   |                |              |                        | ●                      |                        |                        | 2333              |                                                                            |
| Michael Jan Friedman                           | Oblivion                                            | Sep. 2003                                           | Stargazer                                           | 4   |                |              |                        | ●                      |                        |                        | 2333              |                                                                            |
| Michael Jan Friedman                           | Enigma                                              | Juli 2004                                           | Stargazer                                           | 5   |                |              |                        | ●                      |                        |                        | 2333              |                                                                            |
| Michael Jan Friedman                           | Maker                                               | Aug. 2004                                           | Stargazer                                           | 6   |                |              |                        | ●                      |                        |                        | 2333              |                                                                            |
| Michael A. Martin, Andy Mangels                | The Sundered                                        | Aug. 2003                                           | The Lost Era                                        |     |                |              |                        | ●                      |                        |                        | 2298              |                                                                            |
| David R. George III.                           | Serpents Among the Ruins                            | Sep. 2003                                           | The Lost Era                                        |     |                |              | ●                      | ●                      |                        |                        | 2311              |                                                                            |
| Keith R. A. DeCandido                          | The Art of the Impossible                           | Okt. 2003                                           | The Lost Era                                        |     |                |              | ●                      | ●                      |                        |                        | 2328–46           |                                                                            |
| Ilsa J. Bick                                   | Well of Souls                                       | Nov. 2003                                           | The Lost Era                                        |     |                |              | ●                      | ●                      |                        |                        | 2336              |                                                                            |
| Jeff Mariotte                                  | Deny Thy Father                                     | Dez. 2003                                           | The Lost Era                                        |     |                |              | ●                      | ●                      |                        |                        | 2355–57           |                                                                            |
| Margaret Wander Bonanno                        | Catalyst of Sorrows                                 | Jan. 2004                                           | The Lost Era                                        |     |                |              |                        |                        | ●                      | ●                      | 2360              |                                                                            |
| Gene DeWeese                                   | Engines of Destiny                                  | März 2005                                           |                                                     |     |                |              |                        | ●                      | ●                      |                        | 2369              |                                                                            |
| Josepha Sherman, Susan Shwartz                 | Exodus                                              | Juli 2004                                           | Vulcan’s Soul                                       | 1   |                |              |                        |                        |                        |                        | 2377              |                                                                            |
| Josepha Sherman, Susan Shwartz                 | Exiles                                              | Juni 2006                                           | Vulcan’s Soul                                       | 2   |                |              |                        |                        |                        |                        | 2377              |                                                                            |
| Josepha Sherman, Susan Shwartz                 | Epiphany                                            | Mai 2007                                            | Vulcan’s Soul                                       | 3   |                |              |                        |                        |                        |                        | 2377              |                                                                            |
| James Swallow                                  | Day of the Vipers                                   | Apr. 2008                                           | Terok Nor                                           | 1   |                |              |                        |                        | ●                      |                        | 2318–28           |                                                                            |
| S. D. Perry, Britta Dennison                   | Night of the Wolves                                 | Mai 2008                                            | Terok Nor                                           | 2   |                |              |                        |                        | ●                      |                        | 2345–57           |                                                                            |
| S. D. Perry, Britta Dennison                   | Dawn of the Eagles                                  | Juni 2008                                           | Terok Nor                                           | 3   |                |              |                        |                        | ●                      |                        | 2360–69           |                                                                            |
| David Alan Mack                                | The Sorrows of Empire                               | Dez. 2009                                           | Mirror Universe                                     | 4   |                |              | ●                      |                        |                        |                        | 2267–95           |                                                                            |
| David Alan Mack                                | Rise Like Lions                                     | Nov. 2011                                           | Mirror Universe                                     | 5   |                |              |                        |                        | ●                      | ●                      | 2377–81           |                                                                            |
| Michael A. Martin                              | The Needs of the Many                               | Apr. 2010                                           |                                                     |     |                |              |                        |                        |                        |                        | 25. Jh.           | Adaption des Videospiels Star Trek Online                                  |
| David R. George III.                           | One Constant Star                                   | Mai 2014                                            | The Lost Era                                        |     |                |              | ●                      |                        | ●                      |                        | 2303/19           |                                                                            |

#### Zeit des Wandels
Diese 9-teilige Romanreihe erschien unter dem englischen Originaltitel A Time to… und auf Deutsch mit dem Reihentitel Zeit des Wandels. Sie ist zentriert auf die Crew von Raumschiff Enterprise – Das nächste Jahrhundert und handelt in den Jahren nach deren Handlungsende.
| Sprache                    | Englisch                         | Englisch     | Deutsch           | Deutsch    |                   |
| Verlag                     | Pocket Books                     | Pocket Books | Cross Cult        | Cross Cult |                   |
| Autor                      | Buchtitel                        | Veröff.      | Buchtitel         | Veröff.    | Jahr der Handlung |
| -------------------------- | -------------------------------- | ------------ | ----------------- | ---------- | ----------------- |
| John Vornholt              | A Time to Be Born                | Feb. 2004    | Geburt            | Nov. 2023  | 2378              |
| John Vornholt              | A Time to Die                    | März 2004    | Tod               | Nov. 2023  | 2378              |
| Dayton Ward, Kevin Dilmore | A Time to Sow                    | Apr. 2004    | Aussaat           | Jan. 2024  | 2378              |
| Dayton Ward, Kevin Dilmore | A Time to Harvest                | Mai 2004     | Ernte             | Jan. 2024  | 2378              |
| Robert Greenberger         | A Time to Love                   | Juni 2004    | Liebe             | Feb. 2024  | 2379              |
| Robert Greenberger         | A Time to Hate                   | Juli 2004    | Hass              | Apr. 2024  | 2379              |
| David Alan Mack            | A Time to Kill                   | Aug. 2004    | Töten             | Juli 2024  | 2379              |
| David Alan Mack            | A Time to Heal                   | Sep. 2004    | Heilen            | Sep. 2024  | 2379              |
| Keith R. A. DeCandido      | A Time for War, a Time for Peace | Okt. 2004    | Krieg und Frieden | Dez. 2024  | 2379              |

#### „Shatnerverse“-Romane
Neun dieser zehn Romane spielen nach dem Kinofilm Treffen der Generationen, in dem Captain Kirk im Jahr 2371 stirbt, und basieren inhaltlich auf der Annahme, Kirk sei nach der Filmhandlung am Leben. Sie widersprechen damit dem Kanon und spielen außerhalb der etablierten Kontinuität der Serien, Filme und anderen Romane. Deshalb, und weil sie von Kirk-Darsteller William Shatner mitverfasst wurden, werden die Romane einem separaten Universum zugeordnet, welches gemeinhin als „Shatnerverse“ bezeichnet wird. Die Romane sind im Wesentlichen Crossover zwischen der klassischen Serie und The Next Generation, beinhalten aber auch Elemente aus den anderen, im 24. Jahrhundert angesiedelten Fernsehserien.
| Sprache                                                         | Englisch          | Englisch     | Englisch          |     | Deutsch            | Deutsch      |                   |                                                                                |
| Verlag                                                          | Pocket Books      | Pocket Books | Pocket Books      |     | Heyne Verlag       | Heyne Verlag |                   |                                                                                |
| Autor                                                           | Titel             | Veröff.      | Miniserie         | NiM | Titel              | Veröff.      | Jahr der Handlung | Bemerkung                                                                      |
| --------------------------------------------------------------- | ----------------- | ------------ | ----------------- | --- | ------------------ | ------------ | ----------------- | ------------------------------------------------------------------------------ |
| William Shatner, Judith Reeves-Stevens, Garfield Reeves-Stevens | The Ashes of Eden | Juni 1995    | (Odyssey)         | 1   | Die Asche von Eden | 1999         | 2371, 2293        | Bei Heyne in der Buchreihe zur klassischen Serie mit der Nummer 88 erschienen. |
| William Shatner, Judith Reeves-Stevens, Garfield Reeves-Stevens | The Return        | Apr. 1996    | (Odyssey)         | 2   | Die Rückkehr       | 2000         | 2371              | Bei Heyne in der Buchreihe zur klassischen Serie mit der Nummer 89 erschienen. |
| William Shatner, Judith Reeves-Stevens, Garfield Reeves-Stevens | Avenger           | Mai 1997     | (Odyssey)         | 3   | Der Rächer         | 2000         | 2373              | Bei Heyne in der Buchreihe zur klassischen Serie mit der Nummer 90 erschienen. |
| William Shatner, Judith Reeves-Stevens, Garfield Reeves-Stevens | Spectre           | Mai 1998     | (Mirror Universe) | 1   | Das Gespenst       | 2000         | 2374              |                                                                                |
| William Shatner, Judith Reeves-Stevens, Garfield Reeves-Stevens | Dark Victory      | Apr. 1999    | (Mirror Universe) | 2   | Dunkler Sieg       | 2001         | 2374/75           |                                                                                |
| William Shatner, Judith Reeves-Stevens, Garfield Reeves-Stevens | Preserver         | Juli 2000    | (Mirror Universe) | 3   | Die Bewahrer       | 2001         | 2375              |                                                                                |
| William Shatner, Judith Reeves-Stevens, Garfield Reeves-Stevens | Captain’s Peril   | Okt. 2002    | (Totality)        | 1   | Sternendämmerung   | 2003         | 2378              |                                                                                |
| William Shatner, Judith Reeves-Stevens, Garfield Reeves-Stevens | Captain’s Blood   | Dez. 2003    | (Totality)        | 2   | Sternennacht       | 2004         | 2380er            |                                                                                |
| William Shatner, Judith Reeves-Stevens, Garfield Reeves-Stevens | Captain’s Glory   | Aug. 2006    | (Totality)        | 3   | Sternenfluchten    | 2007         | 2381              |                                                                                |
| William Shatner, Judith Reeves-Stevens, Garfield Reeves-Stevens | Collision Course  | Okt. 2007    | Academy           | 1   |                    |              | 2249              |                                                                                |

#### Geschichten mit Handlungszeit nachNemesis
Diese Bände handeln nach dem zehnten Kinofilm Star Trek: Nemesis.
| Sprache                | Englisch                    | Englisch                    | Englisch                    |     | Deutsch                    | Deutsch    | Deutsch     |                   |                 |
| Verlag                 | Pocket Books, Gallery Books | Pocket Books, Gallery Books | Pocket Books, Gallery Books |     | Cross Cult                 | Cross Cult | Cross Cult  |                   |                 |
| Autor                  | Titel                       | Veröff.                     | Miniserie                   | NiM | Titel                      | Veröff.    | Miniserie   | Jahr der Handlung | Bemerkung       |
| ---------------------- | --------------------------- | --------------------------- | --------------------------- | --- | -------------------------- | ---------- | ----------- | ----------------- | --------------- |
| Keith R. A. DeCandido  | Articles of the Federation  | Mai 2005                    |                             |     | Die Gesetze der Föderation | Juni 2010  |             | 2380              |                 |
| David Alan Mack        | Gods of Night               | Sep. 2008                   | Destiny                     | 1   | Götter der Nacht           | Juni 2010  | Destiny     | 2381              |                 |
| David Alan Mack        | Mere Mortals                | Okt. 2008                   | Destiny                     | 2   | Gewöhnliche Sterbliche     | Juli 2010  | Destiny     | 2381              |                 |
| David Alan Mack        | Lost Souls                  | Nov. 2008                   | Destiny                     | 3   | Verlorene Seelen           | Okt. 2010  | Destiny     | 2381              |                 |
| Keith R. A. DeCandido  | A Singular Destiny          | Jan. 2009                   |                             |     | Einzelschicksale           | Okt. 2010  |             | 2381              |                 |
| David Alan Mack        | Zero Sum Game               | Okt. 2010                   | Typhon Pact                 | 1   | Nullsummenspiel            | Juni 2013  | Typhon Pact | 2382              |                 |
| Michael A. Martin      | Seize the Fire              | Nov. 2010                   | Typhon Pact                 | 2   | Feuer                      | Juli 2013  | Typhon Pact | 2381/82           |                 |
| David R. George III.   | Rough Beasts of Empire      | Dez. 2010                   | Typhon Pact                 | 3   | Bestien                    | Aug. 2013  | Typhon Pact | 2381/82           |                 |
| Dayton Ward            | Paths of Disharmony         | Jan. 2011                   | Typhon Pact                 | 4   | Zwietracht                 | Sep. 2013  | Typhon Pact | 2382              |                 |
| Christopher L. Bennett | The Struggle Within         | Okt. 2011                   | Typhon Pact                 |     | Kampf                      | Okt. 2013  | Typhon Pact | 2382              | Nur als E-Book. |
| David R. George III.   | Plagues of Night            | Mai 2012                    | Typhon Pact                 | 5   | Heimsuchung                | März 2014  | Typhon Pact | 2382/83           |                 |
| David R. George III.   | Raise the Dawn              | Juni 2012                   | Typhon Pact                 | 6   | Schatten                   | Apr. 2014  | Typhon Pact | 2383              |                 |
| Una McCormack          | Brinkmanship                | Sep. 2012                   | Typhon Pact                 | 7   | Risiko                     | Sep. 2014  | Typhon Pact | 2383              |                 |
| David R. George III.   | Revelations and Dust        | Aug. 2013                   | The Fall                    | 1   | Erkenntnisse aus Ruinen    | Sep. 2015  | The Fall    | 2385              |                 |
| Una McCormack          | The Crimson Shadow          | Sep. 2013                   | The Fall                    | 2   | Der karminrote Schatten    | Okt. 2015  | The Fall    | 2385              |                 |
| David Alan Mack        | A Ceremony of Losses        | Okt. 2013                   | The Fall                    | 3   | Auf verlorenem Posten      | Nov. 2015  | The Fall    | 2385              |                 |
| James Swallow          | The Poisoned Chalice        | Nov. 2013                   | The Fall                    | 4   | Der Giftbecher             | Dez. 2015  | The Fall    | 2385              |                 |
| Dayton Ward            | Peaceable Kingdoms          | Dez. 2013                   | The Fall                    | 5   | Königreiche des Friedens   | Jan. 2016  | The Fall    | 2385              |                 |
| David Alan Mack        | Disavowed                   | Okt. 2014                   | Section 31                  |     | Verleugnet                 | Dez. 2016  | Sektion 31  | 2386              |                 |
| John Jackson Miller    | Hell’s Heart                | Okt. 2016                   | Prey                        | 1   | Das Herz der Hölle         | Juli 2018  | Prey        | 2386              |                 |
| John Jackson Miller    | The Jackal’s Trick          | Nov. 2016                   | Prey                        | 2   | Der Trick des Schakals     | Aug. 2018  | Prey        | 2386              |                 |
| John Jackson Miller    | The Hall of Heroes          | Dez. 2016                   | Prey                        | 3   | Die Halle der Helden       | Sep. 2018  | Prey        | 2386              |                 |
| David Alan Mack        | Control                     | Mai 2017                    | Section 31                  |     | Kontrolle                  | Sep. 2019  | Sektion 31  | 2386              |                 |
| Dayton Ward            | Moments Asunder             | Sep. 2021                   | Coda                        | 1   | Zeit in Scherben           | Okt. 2022  | Coda        | 2387              |                 |
| James Swallow          | The Ashes of Tomorrow       | Okt. 2021                   | Coda                        | 2   | Die Asche von morgen       | Nov. 2022  | Coda        | 2387              |                 |
| David Alan Mack        | Oblivion's Gate             | Nov. 2021                   | Coda                        | 3   | Tor des Vergessens         | Dez. 2022  | Coda        | 2387              |                 |

### Anthologien
Diese Bände beinhalten je mehr als eine Geschichte und sind noch nicht auf Deutsch erschienen. Die Geschichten je Band stammen von unterschiedlichen Autoren.

#### Strange New Worlds (Anthologie-Reihe)
Die Kurzgeschichten in diesen Bänden stammen von Amateur-Autoren und gingen aus dem gleichnamigen Schreibwettbewerb hervor.
|                                                                     | Englisch                | Englisch  | Anzahl der Geschichten | Anzahl der Geschichten | Anzahl der Geschichten | Anzahl der Geschichten | Anzahl der Geschichten | Anzahl der Geschichten | Anzahl der Geschichten |                 |
| Herausgeber                                                         | Buchtitel               | Datum     | TOS                    | TNG                    | DS9                    | VOY                    | ENT                    | Andere                 | Gesamt                 | Bemerkungen     |
| ------------------------------------------------------------------- | ----------------------- | --------- | ---------------------- | ---------------------- | ---------------------- | ---------------------- | ---------------------- | ---------------------- | ---------------------- | --------------- |
| Dean Wesley Smith, John J. Ordover, Paula M. Block                  | Strange New Worlds      | Juli 1998 | 4                      | 7                      | 1                      | 5                      |                        | 2                      | 19                     |                 |
| Dean Wesley Smith, John J. Ordover, Paula M. Block                  | Strange New Worlds II   | Mai 1999  | 5                      | 5                      | 2                      | 5                      |                        |                        | 17                     |                 |
| Dean Wesley Smith, John J. Ordover, Paula M. Block                  | Strange New Worlds III  | Mai 2000  | 3                      | 7                      | 5                      | 4                      |                        |                        | 19                     |                 |
| Dean Wesley Smith, John J. Ordover, Paula M. Block                  | Strange New Worlds IV   | Mai 2001  | 8                      | 5                      | 2                      | 7                      |                        |                        | 22                     |                 |
| Dean Wesley Smith, John J. Ordover, Paula M. Block                  | Strange New Worlds V    | Mai 2002  | 5                      | 7                      | 1                      | 7                      | 3                      |                        | 23                     |                 |
| Dean Wesley Smith, John J. Ordover, Paula M. Block                  | Strange New Worlds VI   | Juni 2003 | 6                      | 4                      | 3                      | 5                      | 3                      | 2                      | 23                     |                 |
| Dean Wesley Smith, John J. Ordover, Paula M. Block, Elisa J. Kassin | Strange New Worlds VII  | Juni 2004 | 7                      | 6                      | 2                      | 4                      | 1                      | 3                      | 23                     |                 |
| Dean Wesley Smith, Paula M. Block, Elisa J. Kassin                  | Strange New Worlds 8    | Juli 2005 | 4                      | 3                      | 4                      | 5                      | 3                      | 3                      | 22                     |                 |
| Dean Wesley Smith, Paula M. Block, Elisa J. Kassin                  | Strange New Worlds 9    | Aug. 2006 | 4                      | 4                      | 4                      | 2                      | 3                      | 5                      | 22                     |                 |
| Dean Wesley Smith, Paula M. Block                                   | Strange New Worlds 10   | Juli 2007 | 3                      | 3                      | 2                      | 4                      | 3                      | 4                      | 19                     |                 |
|                                                                     | Strange New Worlds 2016 | Okt. 2016 | 1                      | 3                      | 3                      | 3                      |                        |                        | 10                     | Nur als E-Book. |

#### Andere Anthologien
| Autor                | Titel                               |
| -------------------- | ----------------------------------- |
| Diane Carey          | The Veil at Valcour                 |
| Diane Carey          | World of Strangers                  |
| Greg Cox             | Though Hell Should Bar the Way      |
| Jerry Oltion         | Conflicting Natures                 |
| Michael Jan Friedman | The Avenger                         |
| Diane Duane          | Night Whispers                      |
| A. C. Crispin        | Just Another Little Training Cruise |
| Peter David          | Shakedown                           |
| Robert Greenberger   | Hour of Fire                        |
| John Vornholt        | The Captain and the King            |

| Autor                 | Titel            | Hauptreihe |
| --------------------- | ---------------- | ---------- |
| Susan Wright          | One Giant Leap   | TOS        |
| Diane Carey           | Exodus           | Challenger |
| Keith R. A. DeCandido | Horn and Ivory   | DS9        |
| Christie Golden       | In the Queue     | VOY        |
| Peter David           | Death After Life | NF         |
| Robert Greenberger    | The Other Side   | TNG        |

| Autor                          | Titel                        | Hauptreihe |
| ------------------------------ | ---------------------------- | ---------- |
| A. C. Crispin                  | Last Words                   | TNG        |
| Greg Cox                       | Bedside Matters              | TNG        |
| J. G. Betancourt               | On the Scent of Trouble      | TNG        |
| M. Shayne Bell                 | Life Itself is Reason Enough | TNG        |
| Christie Golden                | A Night at Sandrine’s        | VOY        |
| Josepha Sherman, Susan Shwartz | When Push Comes to Shove     | VOY        |
| D. W. Smith                    | The Space Vortex of Doom     | VOY        |

| Autor                           | Titel                                |
| ------------------------------- | ------------------------------------ |
| Michael Jan Friedman            | What Dreams May Come                 |
| Greg Cox                        | Night of the Vulture                 |
| Keith R. A. DeCandido           | The Ceremony of Innocence is Drowned |
| Josepha Sherman, Susan Shwartz  | Blood Sacrifice                      |
| Heather Jarman, Jeffrey Lang    | Mirror Eyes                          |
| David Alan Mack                 | Twilight’s Wrath                     |
| Dave Galanter                   | Eleven Hours Out                     |
| Howard Weinstein                | Safe Harbors                         |
| Dayton Ward, Kevin Dilmore      | Field Expediency                     |
| Robert Greenberger              | A Song Well Sung                     |
| Peter David                     | Stone Cold Truths                    |
| Michael A. Martin, Andy Mangels | Requital                             |

| Autor                           | Titel                                                         |
| ------------------------------- | ------------------------------------------------------------- |
| Michael A. Martin, Andy Mangels | Improvisations on the Opal Sea: A Tale of Dubious Credibility |
| Michael Jan Friedman            | Darkness                                                      |
| Peter David                     | Pain Management                                               |
| Keith R. A. DeCandido           | IoDnl’pu’ vavpu’ je                                           |
| Heather Jarman                  | The Officers’ Club                                            |
| Louisa M. Swann                 | Have Beagle, Will Travel: The Legend of Porthos               |
| David R. George III.            | Iron and Sacrifice                                            |
| Christie Golden                 | Seduced                                                       |
| John J. Ordover                 | An Easy Fast                                                  |

| Autor                                    | Titel                    | Jahr der Handlung |
| ---------------------------------------- | ------------------------ | ----------------- |
| Dayton Ward, Kevin Dilmore, Mike Sussman | Age of the Empress       | 2155              |
| David Alan Mack                          | The Sorrows of Empire    | 2267–95           |
| Greg Cox                                 | The Worst of Both Worlds | 2371              |

| Autor                 | Titel                     | Jahr der Handlung |
| --------------------- | ------------------------- | ----------------- |
| Keith R. A. DeCandido | The Mirror-Scaled Serpent | 2371/72           |
| Peter David           | Cutting Ties              | ?                 |
| Sarah Shaw            | Saturn’s Children         | ?                 |

| Autor                      | Titel              | Jahr der Handlung |
| -------------------------- | ------------------ | ----------------- |
| Dave Stern                 | Nobunaga           | 2156              |
| Dayton Ward, Kevin Dilmore | Ill Winds          | 2245–51           |
| Margaret Wonder Bonanno    | The Greater Good   | 2264              |
| James Swallow              | The Black Flags    | 2277              |
| Michael Jan Friedman       | The Traitor        | ?                 |
| Rudy Josephs               | The Sacred Chalice | ?                 |
| Susan Wright               | Bitter Fruit       | ?                 |
| Keith R. A. DeCandido      | Family Matters     | ?                 |
| Peter David                | Homecoming         | ?                 |
| Jim Johnson                | A Terrible Beauty  | ?                 |
| Christopher L. Bennett     | Empathy            | ?                 |
| David Alan Mack            | For Want of a Nail | ?                 |

| Autor                  | Titel                |
| ---------------------- | -------------------- |
| William Leisner        | A Less Perfect Union |
| Christopher L. Bennett | Places of Exile      |
| James Swallow          | Seeds of Dissent     |

| Autor                 | Titel                  |
| --------------------- | ---------------------- |
| Keith R. A. DeCandido | A Gutted World         |
| Geoff Trowbridge      | The Chimes ad Midnight |
| Chris Roberson        | Brave New World        |

| Autor                            | Titel                          |
| -------------------------------- | ------------------------------ |
| David R. George III.             | The Embrace of Cold Architects |
| Steve Mollmann, Michael Schuster | The Tears of Eridanus          |
| Scott Pearson                    | Honor in the Night             |

| Autor                      | Titel                    |
| -------------------------- | ------------------------ |
| Dayton Ward, Kevin Dilmore | Pride: The First Peer    |
| David A. McIntee           | Greed: Reservoir Ferengi |
| James Swallow              | Envy: The Slow Knife     |
| Keith R. A. DeCandido      | Wrath: The Unhappy Ones  |
| Britta Burdett Dennison    | Lust: Freedom Angst      |
| Marc D. Giller             | Gluttony: Revenant       |
| Greg Cox                   | Sloth: Work Is Hard      |